# Marihuana

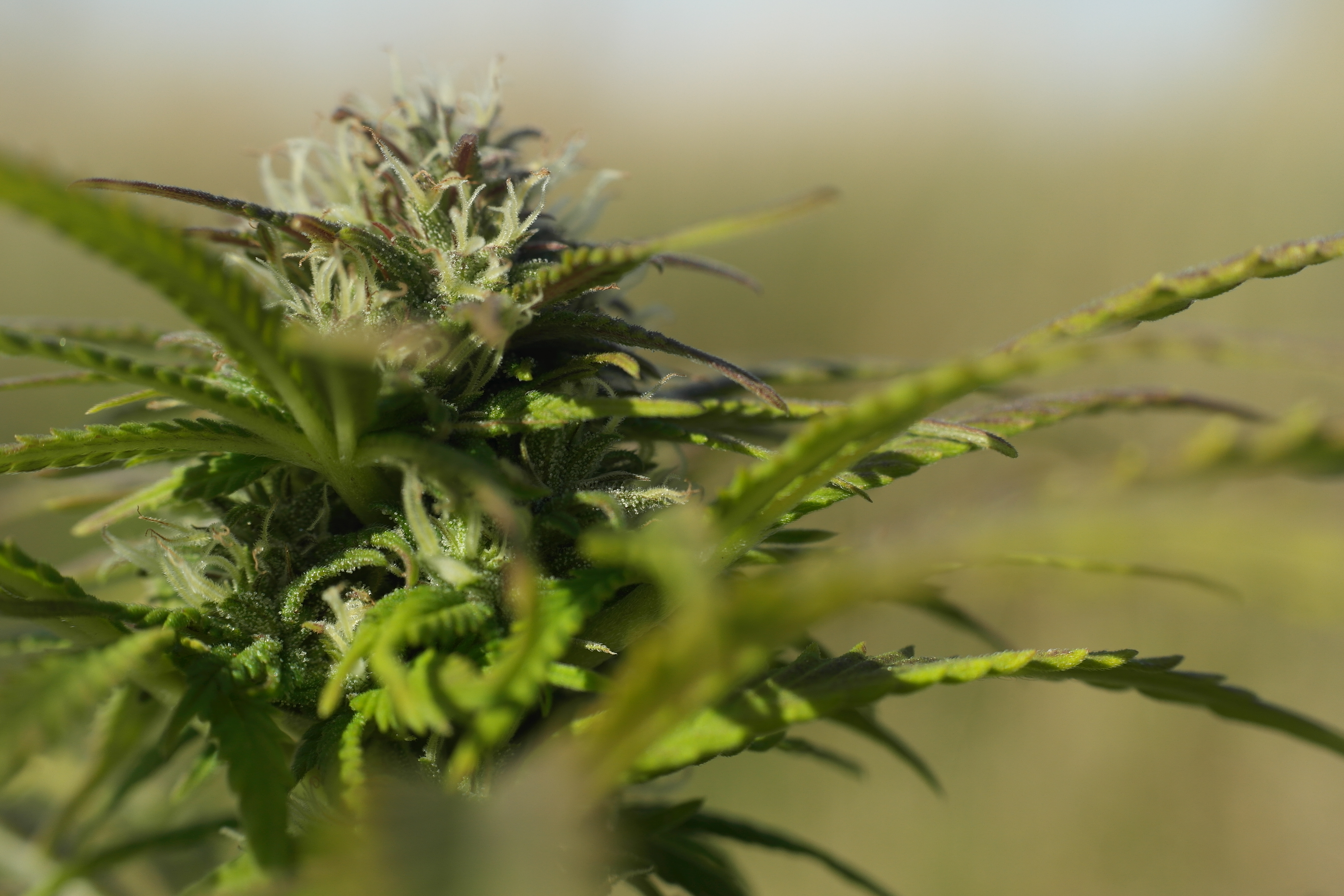
Detailní záběr na kvetoucí rostlinu konopí

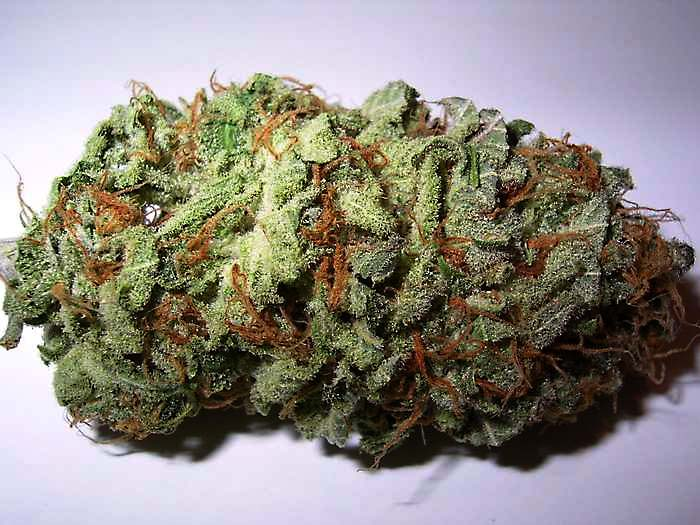
Marihuana

Marihuana je konzervovaná léčivá látka, ale též psychotropní látka, která se získává usušením květenství samičích rostlin konopí. Rostlina konopí, která pochází ze střední nebo jižní Asie, se po staletí používá jako droga pro rekreační i entheogenní účely a v různých tradičních medicínách. Tetrahydrokanabinol (THC) je hlavní psychoaktivní složkou konopí, což je jedna ze 483 známých sloučenin v rostlině, včetně nejméně 65 dalších kanabinoidů, jako je kanabidiol (CBD). Konopí lze užívat kouřením, vaporizací, v jídle, nebo jako extrakt. V České republice je legální pouze na lékařský předpis.
Konopí má různé psychické a fyzické účinky, mezi které patří euforie, změněné stavy mysli a smyslu pro čas, potíže se soustředěním, zhoršená krátkodobá paměť, zhoršená pohyblivost těla (rovnováha a jemná psychomotorická kontrola), relaxace a zvýšení chuti k jídlu (zejména na sladké). Nástup účinků je pociťován během několika minut při kouření, ale může trvat až 90 minut při jídle (protože perorálně konzumované léky musí být metabolizovány). Účinky trvají dvě až šest hodin v závislosti na použitém množství. Při vysokých dávkách mohou duševní účinky zahrnovat úzkost, bludy (včetně referenčních představ), pseudohalucinace, paniku, paranoiu a psychózu. Mezi užíváním konopí a rizikem psychózy existuje silný vztah, i když se o směru kauzality diskutuje. Mezi fyzické účinky patří zvýšená srdeční frekvence, potíže s dýcháním, nevolnost a problémy s chováním u dětí, jejichž matky užívaly konopí během těhotenství; krátkodobé vedlejší účinky mohou také zahrnovat sucho v ústech a zarudlé oči. Dlouhodobé nepříznivé účinky mohou zahrnovat závislost, sníženou duševní schopnost u těch, kteří začali pravidelně užívat jako dospívající, chronický kašel, náchylnost k respiračním infekcím a syndrom kanabinoidní hyperemeze.
Konopí se většinou používá rekreačně nebo jako léčivá droga, i když může být také použito pro duchovní účely. V roce 2013 užívalo konopí 128 až 232 milionů lidí (2,7 % až 4,9 % celosvětové populace ve věku 15 až 65 let). Jedná se o nejběžněji užívanou zatím převážně nelegální drogu na světě, s nejvyšším užíváním mezi dospělými v Zambii, Spojených státech, Kanadě a Nigérii. Od 70. let 20. století se potence nelegálního konopí zvýšila, hladiny THC stoupaly a hladiny CBD klesaly.
Zatímco rostliny konopí se pěstovaly přinejmenším od 3. tisíciletí př. n. l., důkazy naznačují, že se kouřilo pro psychoaktivní účinky nejméně před 2 500 lety v pohoří Pamír v Asii. Od 14. století podléhalo konopí zákonným omezením. Držení, užívání a pěstování konopí je od 20. století ve většině zemí nezákonné. V roce 2013 se Uruguay stala první zemí, která legalizovala rekreační užívání konopí. Další země, které tak učinily jsou Kanada, Gruzie, Lucembursko, Malta, Mexiko, Jižní Afrika a Thajsko. V USA je rekreační užívání konopí legalizováno ve 24 státech, 3 teritoriích a Washingtonu D.C., ačkoli droga zůstává federálně ilegální. V Austrálii je legalizován pouze na území hlavního města Austrálie.

## Etymologie
Výraz marihuana pochází z mexické španělštiny, o přesném původu se ale stále spekuluje. První zmínka o „marihuaně“ byla nalezena v roce 1842 v mexických novinách a poté se tento termín v 90. letech 19. století dostal do USA.
Název byl použit i jako propagandistický prostředek boje proti pěstování a užívání konopí. Slangově, zvláště pak jejími uživateli, bývá označována mnoha různými názvy jako např. tráva, ganja, skéro, čudka, fumo, fono, zelí, makak či skunk (původně název konkrétní odrůdy). Označení marijánka je archaismus a v současné době se příliš nepoužívá.[zdroj?]

## Chemické složení
Nejpodstatnější chemickou složkou, která zajímá pěstitele marihuany, nejsou alkaloidy, jako u jiných rostlin, ale kanabinoidy. Konopí je produkuje jako jediná rostlina na světě. Množství a poměrné zastoupení kanabinoidů rozhoduje o tom, jaké bude mít marihuana vlastnosti z hlediska účinků. Syntéza kanabinoidů probíhá především v buňkách živičných (pryskyřičných) žláz, jejichž množství v rostlině kolísá podle kultivaru, pěstebních podmínek, pohlaví a umístění na rostlině. Kanabinoidů již bylo izolováno přes 100, mezi nejvýznamnější patří:
- tetrahydrokanabinol, THC je hlavní psychoaktivní látkou. Marihuana připravená z kvalitního konopí může mít až 40 % THC v sušině[8]
- kanabidiol, CBD má neurologické a antiepileptické účinky, ne však psychoaktivní
- kanabichromen, CBC je společně s CBD druhý nejzastoupenější kanabinoid po THC. Nemá přímé psychotropní účinky, ale je synergistou THC, tzn., že zesiluje účinky THC a snad i CBD
- kanabinol, CBN je degradačním produktem THC (THC je vlastně jeho prekurzorem), není tedy přímo produkován rostlinou. V čerstvé marihuaně je jeho obsah nízký, ale sušením, nesprávným skladováním i nesprávnou přípravou produktů se může stát, že většina nebo všechen THC zoxiduje na CBN. Jeho vysoký obsah je tedy v marihuaně nežádoucí

THC, CBD a CBC vznikají dekarboxylací z karboxylových kyselin THCA, CBDA a CBCA.
Kromě kanabinoidů jsou hlavními složkami silic v konopí také terpeny, flavonoidy, alkaloidy a lignany.

## Chemotypy marihuany

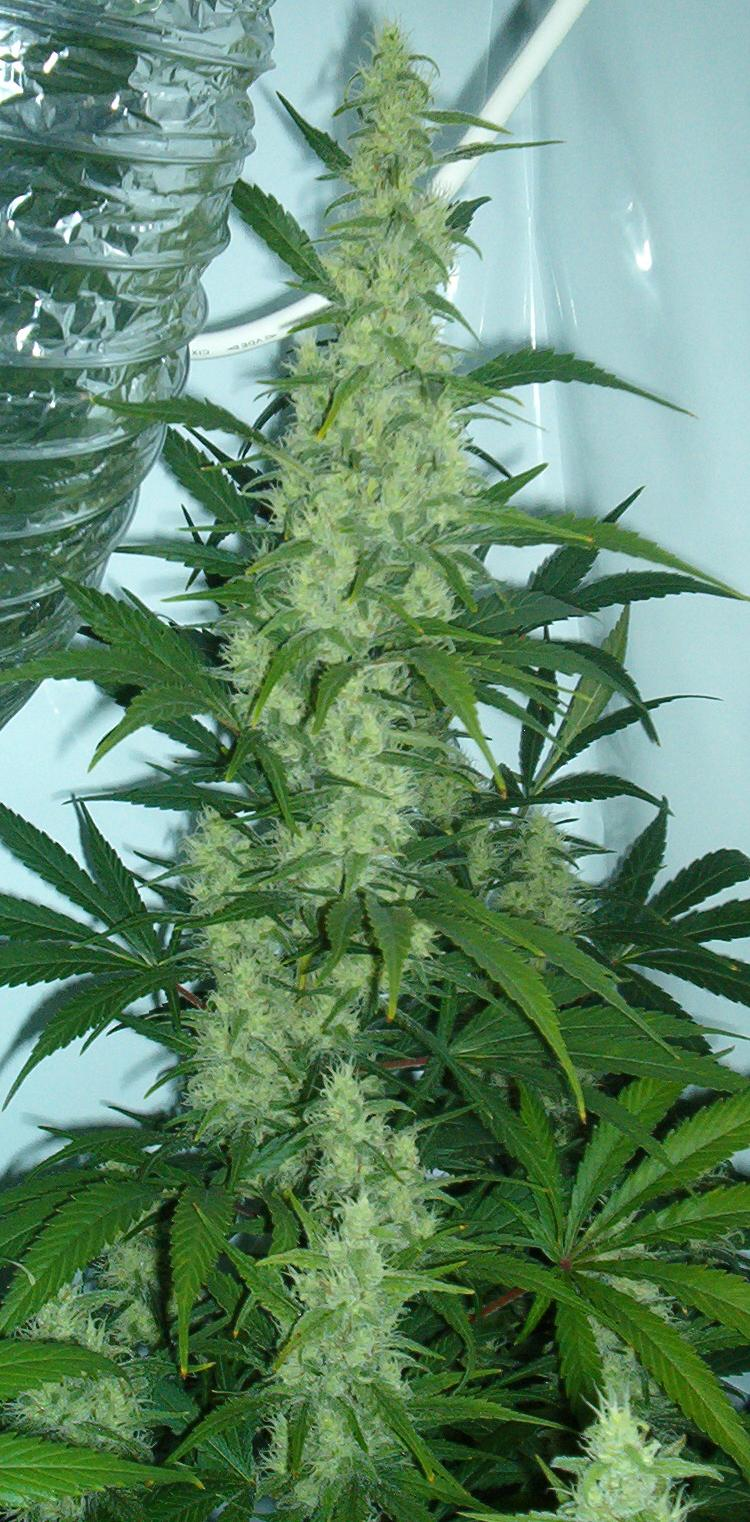
Rostlina konopí setého

Podle poměrného zastoupení kanabinoidů v marihuaně bylo pěstiteli stanoveno 5 tzv. chemotypů.
1. typ - vysoké THC x nízké CBD. Obvykle pochází z tropických oblastí od 30. rovnoběžky směrem k rovníku. Nejžádanější kultivary co se týče psychotropních účinků.
2. typ - vysoké CBD x střední až vysoké THC. Většinou Maroko, Afghánistán, Pákistán. Kolem 30. rovnoběžky.
3. typ - vysoké CBD x nízké THC. Většinou kultivary pěstované na vlákno a semeno. Používá se na přípravu koncentrátů - haše, oleje připravených izomerací nebo acetylací. Nad 30. rovnoběžkou.
4. typ - střední až vysoké THC i CBD + THCV přes 5 % (propylderiváty kanabinoidů). Původně z Jižní Afriky, Nigérie, Afghánistánu, Nepálu, Indie. Kultivary vhodné pro medicinální použití.
5. typ - psychoaktivní kanabinoidy do 1 % v sušině, tzv. technické konopí.

Někdy se zjednodušeně uvádí chemotypy dva - sativa a indica. Dá se říci, že Sativa je chemotyp 1, má schopnost přivodit stav označovaný jako "high", víceméně povzbudivé účinky. Oproti tomu Indica, chemotyp 2 nebo 3, obvykle navozuje stav známý jako "stoned", tedy stav klidové relaxace, "zkamenění". Dnes pěstované konopí má však s "klasickými" odrůdami jen málo společného - dělení na sativa a indica už z praktického hlediska ztratilo smysl a používá se spíš k popisu účinků. Dnešní rekreační a léčebné konopí je vlastně křížencem mnoha odrůd.

## Vzhled a vlastnosti
Marihuana pocházející z mírného podnebného pásma je po sklizni zelená, během sušení dostane barvu zelenou či tmavě zelenou až nahnědlou; zažloutnutí marihuany způsobuje sušení na slunečním světle. Květenství a plod rostliny obsahuje velice málo pryskyřice, a proto je nelze slisovat do tabulek. Evropská marihuana obsahuje více listů než severoamerická, která je složena hlavně z plodících a kvetoucích konečků větví. Chemické složení evropské marihuany je mimořádně pestré, protože se zasévají semena pocházející z různých zeměpisných oblastí, jejichž výsledkem je marihuana různé kvality. Severoafrická marihuana je světle zelená případně žlutá, je to nadrobno nasekaná rostlinná drť, která neobsahuje semena a stonkové části. Západoafrická a karibská marihuana je po sklizni zelená, během sušení však zhnědne. Je dobře lisovatelná díky vysokému obsahu pryskyřičných látek. Při zpracování se plodnaté a květnaté části rostliny rozdrtí, avšak semena – tmavohnědé barvy – jdou rozpoznat. Karibské přípravky jsou obvykle horší kvality, protože obsahují hodně stonkových částí. Středoafrická marihuana je podobná západoafrické. Jihoafrická marihuana je blíž k evropským produktům, jak z hlediska barvy, tak i z hlediska většího obsahu listů.
V Jižní Americe se vyrábí marihuana podobná karibské, tedy horší kvality obsahující více vláknitých částí a méně pryskyřice.
Indická marihuana má tři běžné typy:
- jedna z nich je hnědé barvy, je hodně lepkavá a je vyrobena z kvetoucích a plodnatých konců větví
- druhá je pak tmavě hnědá nebo tmavě zelená látka podobná té jihoafrické
- třetí typ je zelený, složený hlavně z listů

Zvláštní je marihuanový přípravek vyráběný v jihovýchodní Asii z kvetoucích a plodnatých konečků větví, který se suší ve formě tyčinek zabalených do bambusových listů. Tyto asi 8 cm dlouhé tyčinky vážící zhruba 2 g jsou na černém trhu známy pod názvem Buddhova hůl (Buddha-stick).

### Pěstování
Konopí se pěstuje obvykle v běžném zahradním nebo kokosovém substrátu nebo se používá metoda zvaná Hydroponie, tzn. pěstování v živném roztoku.
Konopí vyžaduje kyprý humózní substrát s menším obsahem živin, stanoviště s pravidelným slunečním svitem a dostatek vláhy. Půda musí být neutrální až mírně kyselá a pH by se mělo pohybovat mezi 6,5 a 5,3.

### Genetika
Moderní dějiny marihuany se začaly psát koncem šedesátých let, kdy se několika lidem (nejčastěji jmenován je Sam Skunkman) z kalifornské semenné banky Sacred Seeds podařilo vyšlechtit první kvalitní odrůdu marihuany zvanou Skunk #1. Za zdroje genetiky byly zvoleny mexické odrůdy Columbian Gold, Acapulco Gold a jedna nespecifikovaná afghánská rostlina. Cílem bylo stvořit dříve dozrávající odrůdu s kompaktním květenstvím, odolnou proti plísni i škůdcům a s vysokým obsahem THC, což se podařilo. Po zásahu federálních úřadů a rozpadu banky Sacred Seeds se její členové rozutekli do celého světa a semena si vzali s sebou. Jeho genetické linie se tedy dostaly do Nizozemska, Kanady a dalších států a Skunk #1 se stal nesmrtelným.
Postupem času se začaly objevovat další a další odrůdy, avšak většinou mají základ buď v okolí Afghánistánu (Afghan #1 - převážně Indiky), nebo Střední Americe (většinou Sativy Haze), nebo dalších částech planety, kde se marihuaně daří a má tam své "domovské místo" (v angličtině označováno jako "landrace"). Šlechtěním odrůd se zabývají hlavně semenné banky (Nizozemsko, Švýcarsko, Kanada) a někteří domácí pěstitelé. Avšak na vyšlechtění vlastní stabilní odrůdy je potřeba mnoho času, velkého počtu rostlin, znalost genetiky a samozřejmě i znalost marihuany jako takové.
Odrůdy často dostávají jména podle země jejich původu anebo jejich charakteristických vlastností. Třeba Mazar podle města Mazár-e Šaríf, Hindu Kush podle pohoří Hindúkuš, Durban Poison podle města Durban atd., podle vlastností třeba BlueBerry, která dokvétá v modré barvě a má ovocnou vůni nebo Big Bud podle jeho vysokých výnosů. Dále se můžeme setkat se jmény, která jsou komerčně velice známá, jako White Widow, AK-47, Jack Herrer, Northern Lights atd. Některé odrůdy mají kolem sebe uměle vytvořené příběhy, jako je např. G13, při jejímž vzniku měly údajně stát vládní agentury jako CIA nebo FBI. Cílem prý bylo vytvořit silnou marihuanu použitelnou jako sérum pravdy. G13 v čisté podobě již dnes ale sehnat nelze.
 Některé odrůdy jsou vhodné pro pěstování venku (Outdoor) nebo vevnitř pod umělým osvětlením (Indoor) popřípadě ve skleníku (Greenhouse).

## Užívání

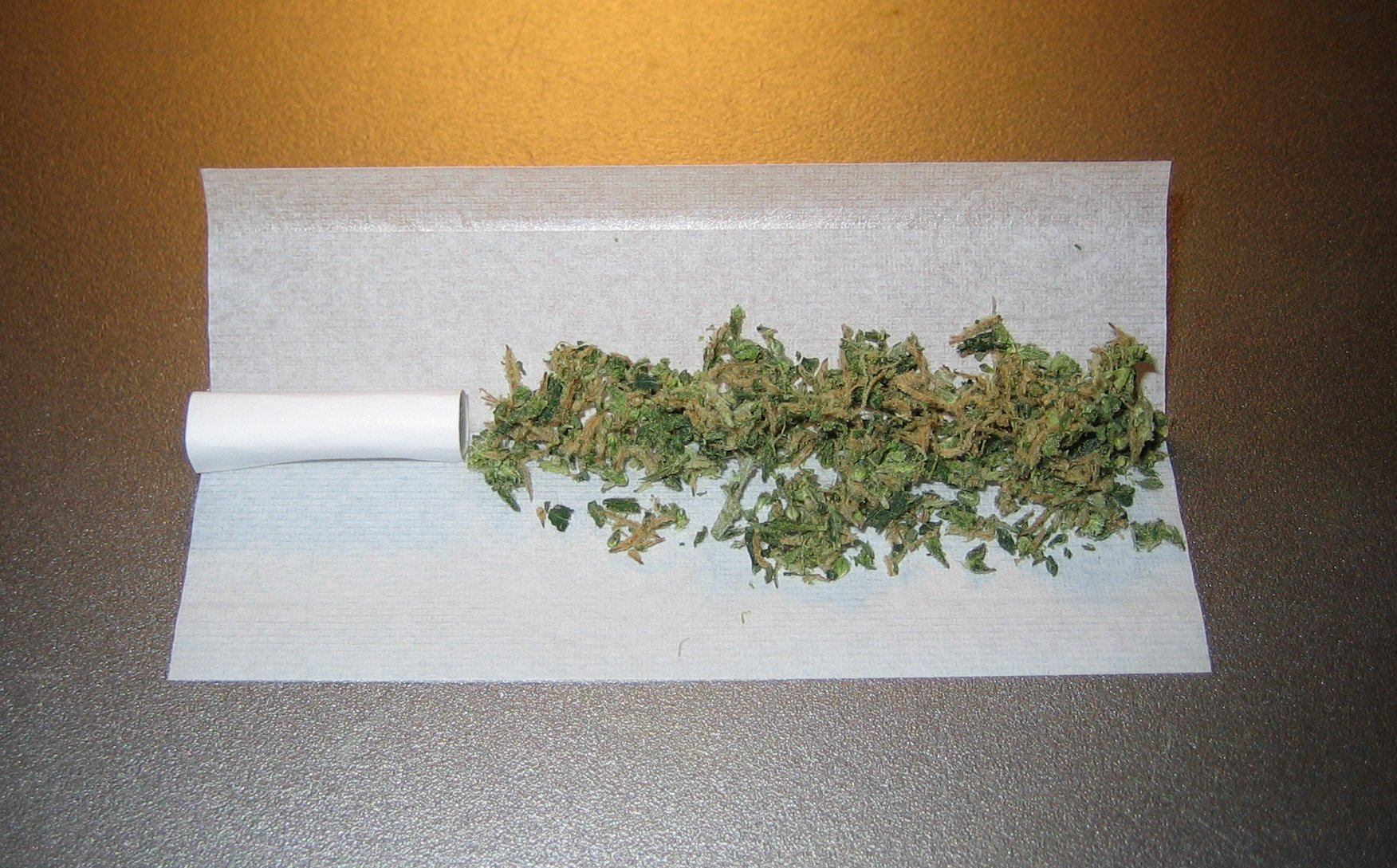
Přípravek s filtrem

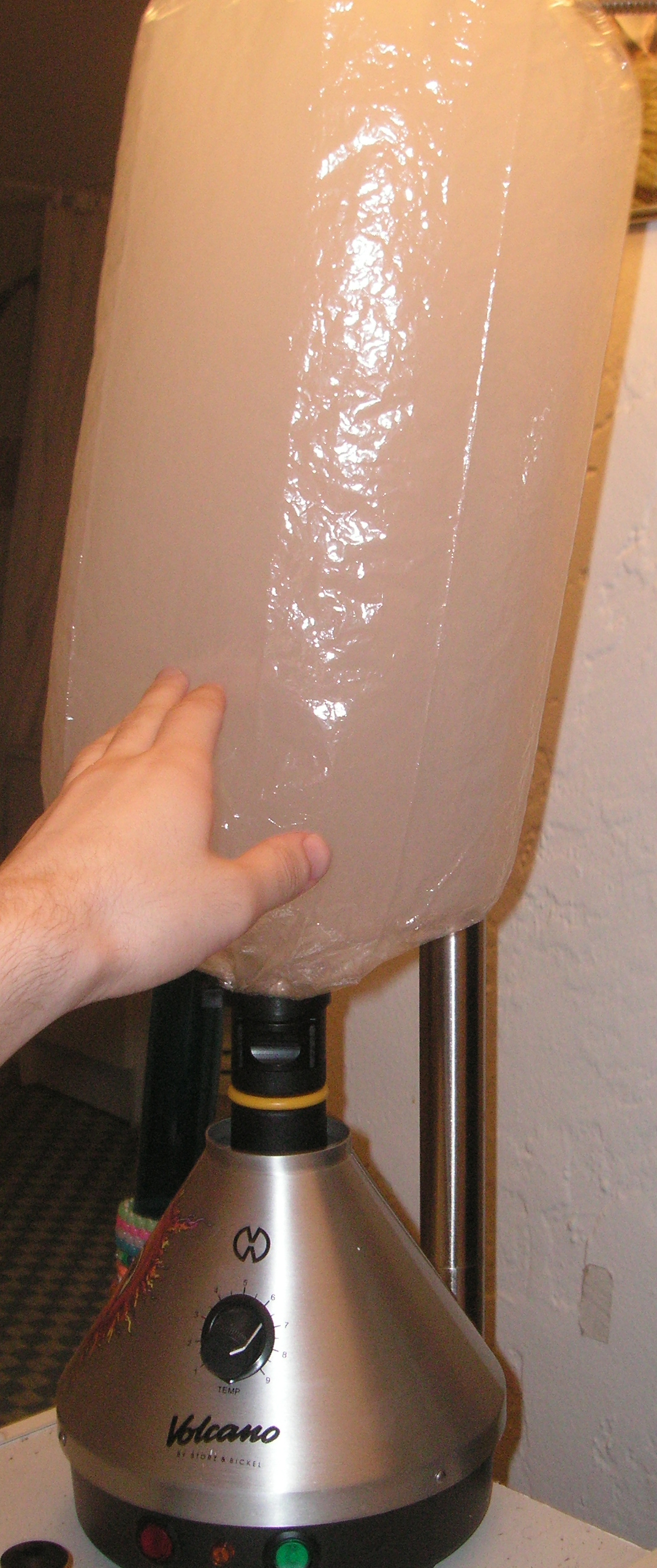
Vaporizér s balónkem obsahujícím marihuanový výpar

Marihuana se obvykle plní čistá nebo smíchaná s tabákem do cigaret, dýmek, či vodních dýmek, které se pak kouří. V Indii se marihuana (ganja) smíchaná s tabákem žvýká. Rovněž se může jíst (přidává se do koláčků, bramboráčků) nebo se přepustí s máslem či olejem. Další možností je konopné mléko, které se několik hodin vaří s méně hodnotnými částmi rostliny, případně konopný čaj. Marihuanu je také možné louhovat ve vysokoprocentním alkoholu (např. slivovici).
Joint je cigareta obsahující sušenou marihuanu s tabákem nebo bez tabáku, který funguje jako katalyzátor (pomáhá hoření; marihuana nedoutná). Množství marihuany v jointu se pohybuje podle zkušenosti, chuti a počtu kuřáků. Název pochází ze skutečnosti, že cigareta je sdílena několika kuřáky mezi sebou.
Blunt je marihuanový „doutník“, kdy se místo papírku použije list tabáku, zpravidla z vysypaného doutníku. Tento způsob kouření je rozšířen hlavně v USA, odkud se začal v poslední době šířit do Evropy. V současné době je i u nás možné koupit předpřipravené listy z technického konopí s různými příchutěmi, do kterých je možné ubalit ihned bez obtížného vysypávání doutníku. Blunt se zpravidla balí čistý.
Bong je přenosná jednoduchá vodní dýmka. Při kouření je marihuana uložena v kotlíku a prochází přes vodní lázeň, takže se kouř ochladí a ve vodě zůstane podstatná část nečistot, takže je kouření méně škodlivé. Některé zdroje avšak uvádí, že kouření přes bong je právě více škodlivé než jiné způsoby užívání, jelikož je kouř ochlazován a je ho možné vdechnout více a podráždit tím tedy několikanásobně plíce. Velikost bongu se pohybuje od malých kapesních modelů až po velké metrové obry. Některé bongy jsou navíc u náustku zúžené, takže je do nich možné vložit led, aby se kouř ještě více ochladil.
Kouření přes bong se liší od obyčejného jointu nebo skleněnky tím, že kouř nejprve prochází vodou čímž se ochladí a částečně vyčistí a poté jde do úst. Účinek je tedy potom intenzivnější.
Vodní bong (slangově též „kýbl“, „pád“ nebo „fin“) je jednoduchá metoda užívání marihuany, která však zpravidla nenabízí výrazný požitek z chuti či aroma vdechovaného kouře. Princip této metody je založen na využití gravitace. Při použití vodního bongu se z dolní části běžné PET lahve odstraní část materiálu, aby voda proudila směrem dolů. Do víčka lahve se vyvrtá otvor, do něhož je zasazena skleněnka s marihuanou. Při zapálení obsahu skleněnky začne voda z lahve odtékat, čímž se pomocí gravitace nasává kouř dovnitř lahve. Po výtoku vody je následně zátka odšroubována a dým se inhaluje ústy. 
Kouř je stejně jako u klasického bongu chlazen, objem vdechnutého kouře je až pětinásobně vyšší než u ostatních běžných metod kouření. Vodní bong je považován za jednu z novějších variant kouření marihuany.
Skleněnka, regionálně též sklo, je malá skleněná trubička s takzvaným kotlem (rozšíření na konci), kam se napěchuje marihuana, která se zapálí a vdechuje. Skleněnka bývá většinou dlouhá jako cigareta, ale existuje i ve spoustě různých provedeních a barvách.
Šlukovka je většinou malá dřevěná dýmka se síťkou v kotli. Do kotle se sype čistá marihuana a princip kouření je totožný jako u skleněnky. U malých šlukovek se může stát to, že plamen prošlehne až do krku a nepříjemně popálí rty nebo jazyk.
Bhang se vyrábí z listů marihuany, které se vyvaří v mléce. Účinky se dostavují po delší době (někdy i několik hodin), proto se stává, že se dotyčný přecení a zkonzumuje nadměrné množství, které může vyvolat nepříjemné stavy a pocity.
Vaporizér je další možnost, jak užívat marihuanu. Při takzvané vaporizaci nedochází k hoření marihuany, ale marihuana je zahřáta na teplotu (přibližně 185 °C), při které se z ní vypařují aktivní látky. Vaporizér vede horký vzduch přes vloženou směs, většinou marihuanu, ale třeba i tabák, eukalyptus, šalvěj atd. Vapor z vaporizéru neobsahuje škodlivé toxické a karcinogenní látky.

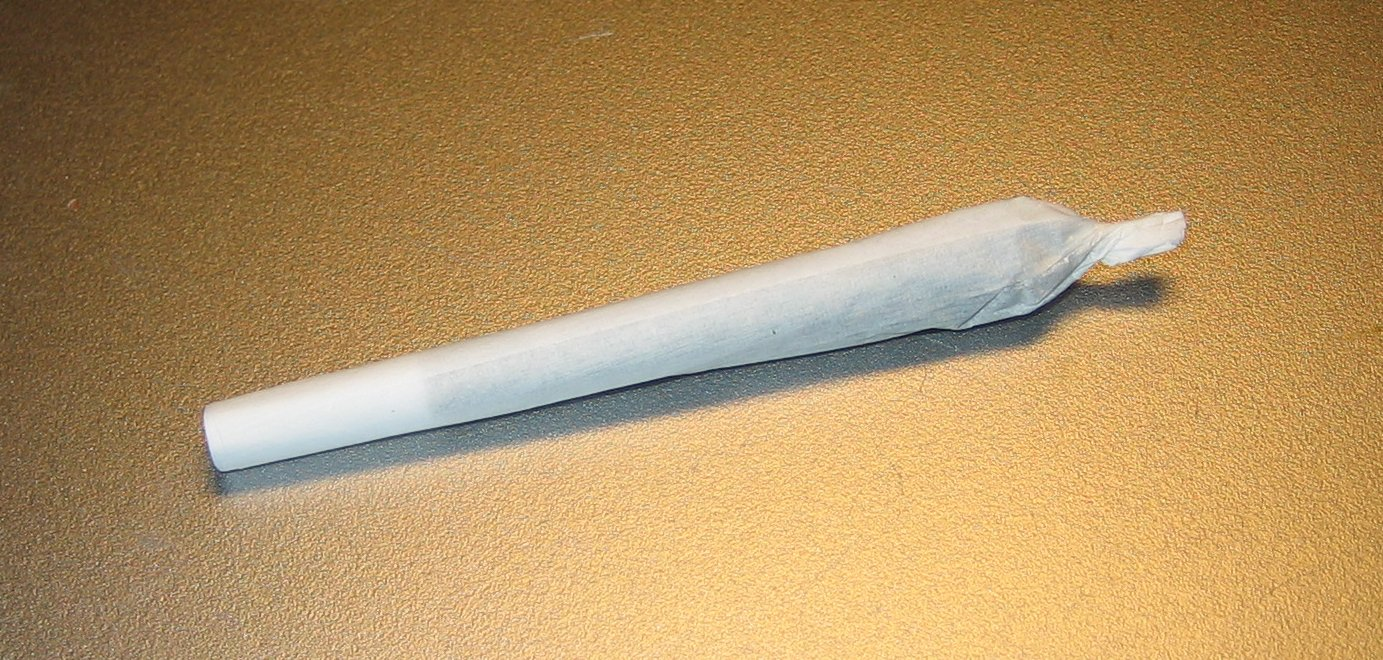
Smotaná cigareta marihuany (také joint)
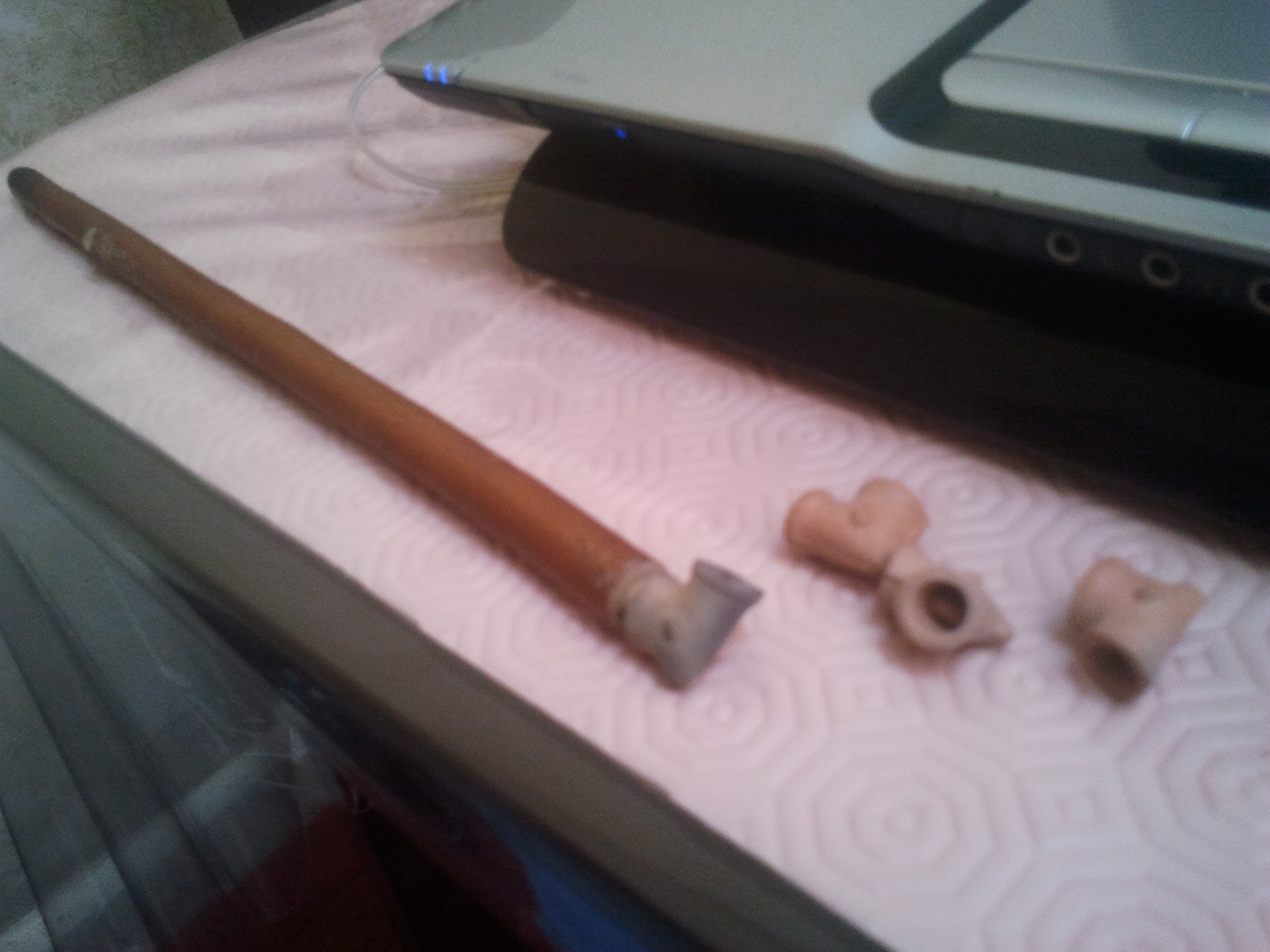
Sebsi (Maroko)
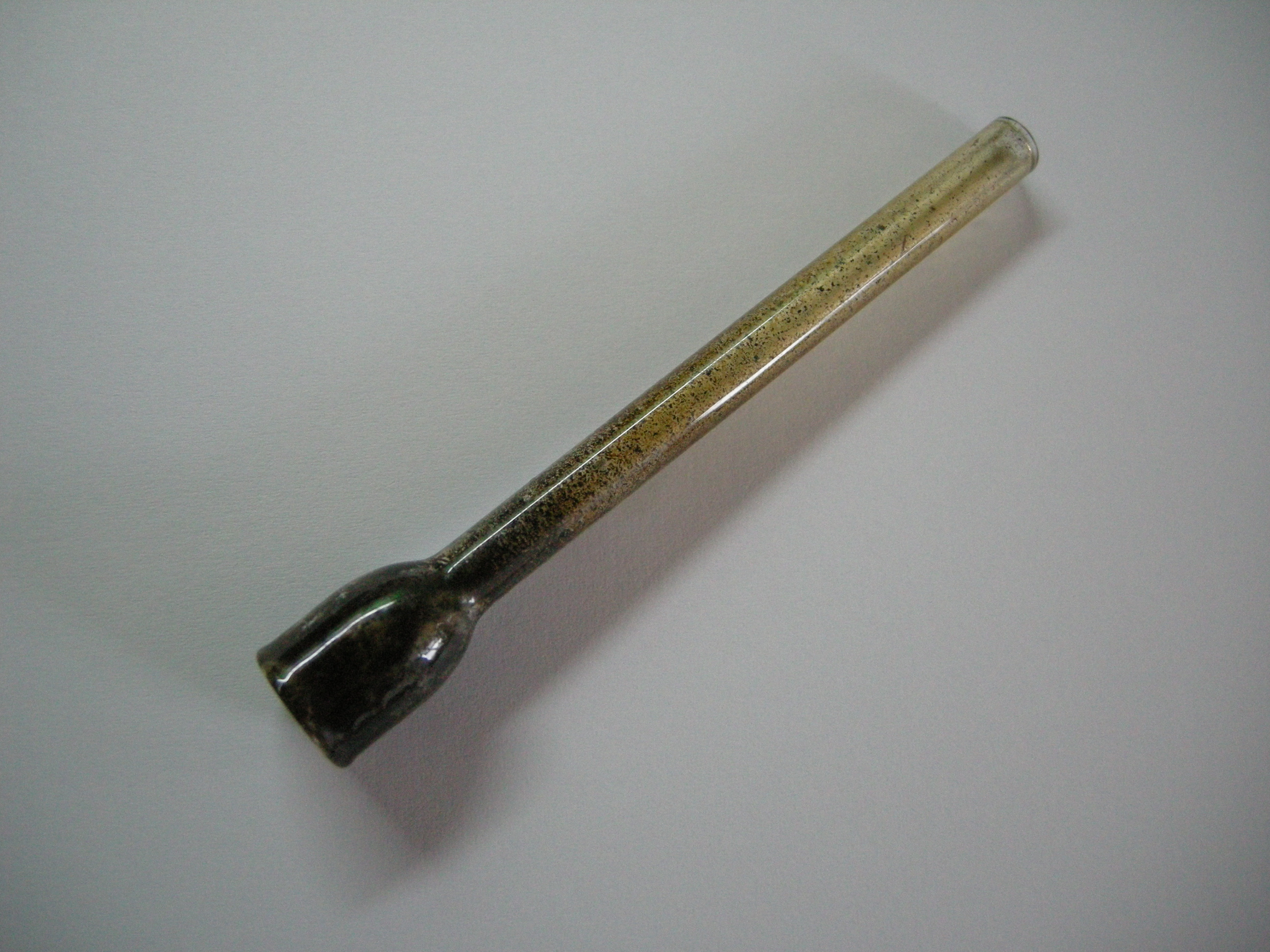
Skleněnka
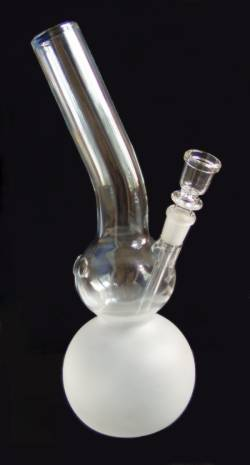
Bong

## Přípravky
- Sušené květenství (marihuana)
- Gram kiefu
- Hašiš
- Hašišový olej
- Máslo (výluh)

### Marihuana
Marihuana nebo marijuana (bylinné konopí) se skládá ze sušených květů a plodů a přilehlých listů a stonků samičí rostliny konopí. Jedná se o nejrozšířenější formu, obsahující 3% až 20% THC, s údaji o obsahu až 33% THC. Jedná se o zásobní materiál, ze kterého jsou odvozeny všechny ostatní přípravky. Přestože rostlinné konopí a průmyslové konopí pocházejí ze stejného druhu a obsahují psychoaktivní složku (THC), jedná se o odlišné kmeny s jedinečným biochemickým složením a použitím. Konopí má nižší koncentrace THC a vyšší koncentrace CBD, což má menší psychoaktivní účinky.
Rostliny s obsahem psychoaktivních složek se dělí do dvou skupin. Ty z první skupiny produkují psychotropní látky, které působí na centrální nervovou soustavu, zatímco rostliny z druhé kategorie dávají látky psychotomimetické neboli halucinogenní, které ovlivňují mysl, mění vnímání. Marihuana spadá do druhé kategorie, ale od ostatních příslušníků skupiny se liší, obsahuje totiž kanabinoidy, které neobsahuje žádná jiná rostlina.

### Kief
Kief je prášek bohatý na trichomy, který lze získat z listů, květů a plodů rostlin konopí a buď konzumovat v práškové formě nebo lisovat do kostek hašiše. Slovo „kif“ pochází z hovorové arabštiny كيف‎ kēf/kīf, což znamená potěšení.

### Hašiš

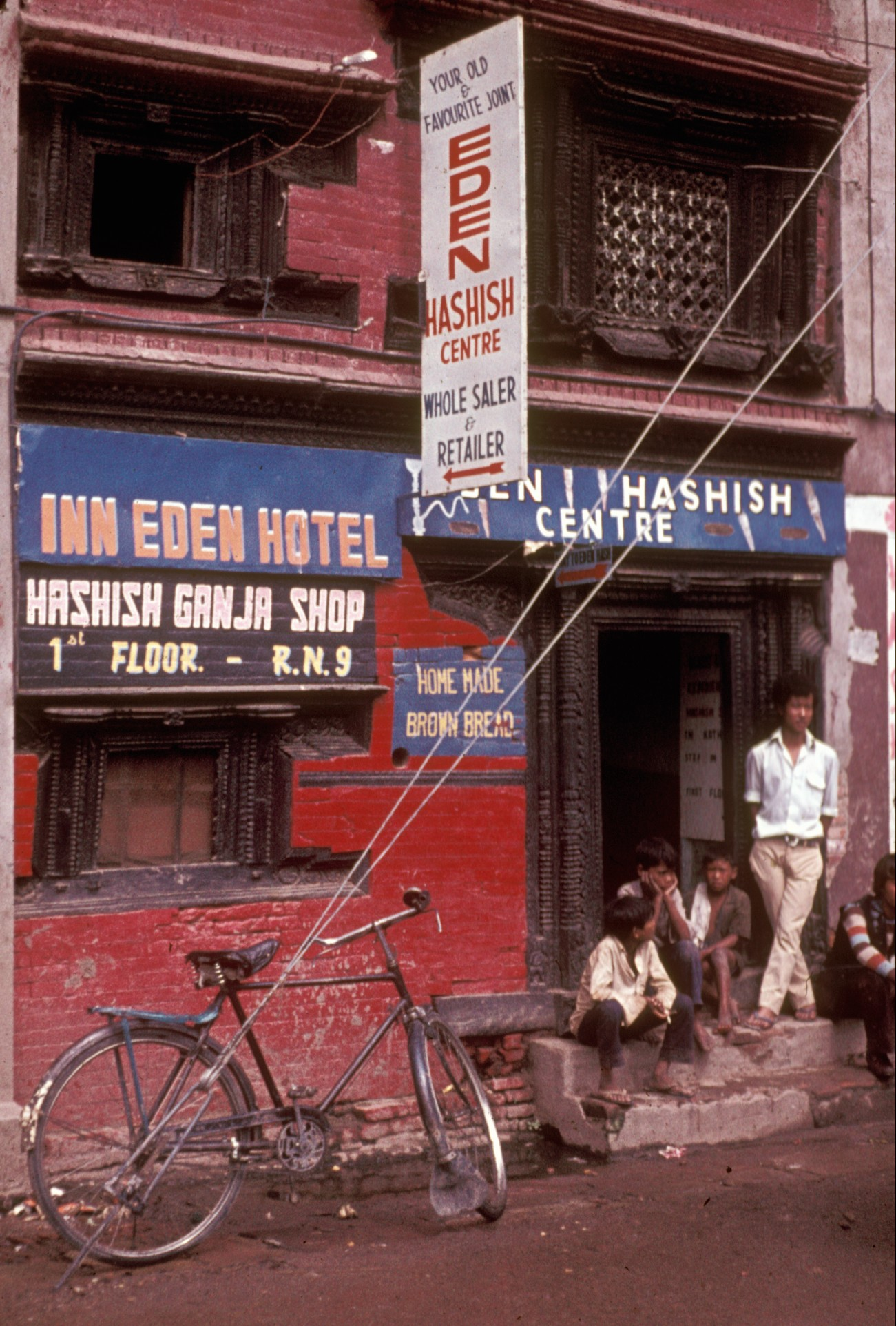
Legální obchod s hašišem v Káthmándú v Nepálu v roce 1973

Hašiš (indické jméno pro hašiš je čaras) je koncentrovaná pryskyřičná kostka nebo koule vyrobená z lisovaného kiefu, oddělených trichomů a jemného materiálu, který opadává z plodů, květů a listů konopí. Nebo ze seškrabování pryskyřice z povrchu rostlin a její žmoulání do kuliček. Jeho barva se liší od černé po zlatohnědou v závislosti na čistotě a rozmanitosti kultivaru, ze kterého byl získán. Může se konzumovat orálně nebo kouřit a také vaporizovat. Termín „rosin haš“ označuje vysoce kvalitní produkt bez rozpouštědla získaný teplem a tlakem. Obsah THC může dosahovat až 60%.
Ke sběru slouží v základu dvě metody. Tradiční způsob, který vyžaduje mnoho času a lidské práce, spočívá v tom, že se ještě živé rostliny třou holýma rukama nebo o koženou zástěru či kožku. V tomto případě se pryskyřice zachytává na rukou či jiném koženém povrchu a posléze se z něho mocným třením dlaní či za pomoci speciální škrabky sejme. Po nasbírání se pryskyřice stlačuje rukou do tvárných bločků, které na vzduchu rychle černají.
Druhou metodu představuje prosévání. V tomto případě se pryskyřice získává z již sklizených a usušených rostlin za pomoci síta, které oddělí rostlinnou hmotu od malých krystalků pryskyřice, jež se vzápětí stlačují a zvolna zahřívají. Pryskyřice taje a stává se tvárnou, takže ji lze stlačit do bločků, které se nakonec balí do kusu látky nebo celofánu.
Prosévání je méně pracné a získá se z nejčistší droga. Třením získá jeden sběrač nejvíce 25 gramů pryskyřice za den, přičemž proséváním lze vyrobit i kilogram za dvě hodiny, takže se tento postup lépe hodí ke komerčnímu využití. Navíc třením získaný hašiš zůstává účinný pouze několik měsíců, zatímco hašiš vyrobený proséváním, vydrží až tři roky, pakliže se dobře skladuje.

### Tinktura
Kanabinoidy lze extrahovat z rostlinné hmoty konopí pomocí vysoce odolných lihovin (často obilného lihu) a vytvořit tak tinkturu, často označovanou jako „zelený drak“. Nabiximols je název značkového produktu farmaceutické společnosti vyrábějící tinktury.

### Hašišový olej
Hašišový olej je pryskyřičná matrice kanabinoidů získaná z rostliny konopí extrakcí rozpouštědlem zformovaná do ztužené nebo viskózní hmoty. Hašový olej může být nejúčinnějším z hlavních produktů z konopí, protože má vysoký obsah psychoaktivních látek na jeho objem, který se může lišit v závislosti na rostlinné směsi esenciálních olejů a psychoaktivních sloučenin. Obsah THC může dosahovat až 85%. Butan a superkritický hashový olej s oxidem uhličitým se staly v posledních letech populární.

### Výluh
Existuje mnoho druhů konopných výluhů kvůli rozmanitosti používaných netěkavých rozpouštědel. Rostlinný materiál se smíchá s rozpouštědlem a poté se lisuje a filtruje, aby se rostlinné oleje vytlačily do rozpouštědla. Příklady rozpouštědel používaných v tomto procesu jsou kakaové máslo, mléčné máslo, olej na vaření, glycerin a zvlhčovače pokožky. V závislosti na rozpouštědle mohou být použity v konopných potravinách nebo aplikovány lokálně.

### Prensada
Marihuana prensada („lisovaná marihuana“) je produkt získaný z konopí rozšířený mezi nižšími vrstvami Jižní Ameriky zejména od 90. let. Místně je známá jako „paraguayo“ nebo „paragua“, protože jejím hlavním producentem je Paraguay. Marihuana se suší a míchá s pojivy, které ji činí toxickou a vysoce škodlivou pro zdraví. Krájí se do tvaru cihel (ladrillos) a prodává se za nízkou cenu v Argentině, Brazílii, Chile, Peru, Venezuele a dokonce i ve Spojených státech.

## Účinky

Hlavní krátkodobé fyzické účinky konopí

Mají-li marihuana či hašiš působit psychoaktivně musí se THC dostat do krevního oběhu a touto cestou nakonec i do mozku. Jakmile THC vstoupí do krevního řečiště, lidský metabolismus jí přemění na chemickou sloučeninu známou jako 11-hydroxy-THC (hydroxy THC), která se naváže na tukovou tkáň a asi po půl hodině se uvolní zpět do krevního oběhu a putuje do mozku. Dávka čítající 4-8 miligramů THC mívá za následek tak tříhodinový stav opojení. Při nadměrném užívání konopí se nadbytečné 11-hydroxy-THC (hydroxy THC) mohou uskladňovat v játrech. THC se do těla dostává třemi způsoby. Kouřením, vaporizací(odpařováním a inhalací bez kouře) nebo pojídáním, přičemž uživatelé oceňují spíše první(druhý) způsob, protože inhalací se THC vstřebává přes plíce rychleji. Vaporizace má podobné charakteristiky s kouřením, ovšem závislé na kvalitě použitého vaporizéru. Když se THC pojídá, může doputování do krve trvat déle, avšak navozené účinky trvají delší dobu a reakce lidského organismu bývá intenzivnější. Z toho vyplývá, že kuřák se i ve stavu intoxikace dovede ovládat lépe než pojídač. Pokud droga vyvolá nežádoucí účinky, kuřák je může potlačit, pojídač nikoli. Avšak hašiš je asi tak třikrát silnější, jestliže se pojídá. Důvod je prostý. Kanabidiol se sice při teplotě 200 °C přeměňuje na nejméně pět různých forem THC, které se v rostlině původně vůbec nevyskytují, nicméně 50-90% aktivní složky, tedy THC, se za stejné teploty rozkládá či oxiduje.
Účinky na lidskou psychiku se liší individuálně. Mohou se ale značně lišit i při různých příležitostech u jednoho určitého uživatele. Naprosto totiž závisí na aktuálním stavu konzumenta a okolí, jaké ho v danou chvíli obklopuje. Účinky v případě kouření se dostavují v řádech sekund či minut. Svého vrcholu dosahují přibližně po deseti minutách a trvají 1 - 4 hodiny (v závislosti na užitém množství). Nízké dávky vedou k navození klidu a vzrůstajícího pocitu dobré pohody, doprovázené jakýmsi stavem zasněného uvolňování, pocitem žízně a hladu, zejména chuti na sladké.
Změny ve smyslovém vnímání, živější vnímání zrakových, sluchových, čichových, hmatových a chuťových vjemů mohou být doprovázeny pronikavými změnami ve způsobu myšlení a jeho vyjadřování, často se dostavuje přeceňování časových úseků. Velmi se prohlubuje i prožitek z hudby. Při vyšších dávkách může nastoupit takzvaná „vysmátost“, kdy se uživatel směje všemu a sám vlastně neví proč. Někdy tyto záchvaty mohou trvat i desítky minut a nedají se zastavit. Typický je pocit zpomalení času, může se vyskytnout i zveličení prostoru. Po stavu euforie může nastat stav, kdy člověk nemyslí vůbec na nic a jen kouká do prázdna nebo se mu chce spát. Uživatelé tento stav popisují jako velice příjemnou relaxaci, avšak chroničtí uživatelé jej nemusí vnímat. V některých případech, zvláště u začínajících kuřáků marihuany, se mohou projevit nepříjemné stavy a pocity jako například snížená citlivost končetin, zkreslení vidění a pocit že čas plyne několikanásobně pomaleji (kombinace všech tří dohromady navozuje pocit, že vaše tělo chodí samo od sebe, stále na jednom místě a několik minut). Při vyšších dávkách se může objevit takzvaná tikavost svalů, pocit, že vás tlačí svaly (což může vést ke špatné náladě) nebo pocit necitlivosti pokožky, popřípadě pocit tepla. V případě ústního požívání marihuany nastupuje účinek později (hodina i více) a efekt trvá déle (4 až 8 hodin). Navíc bývá obvykle oproti inhalaci podstatně silnější a v kombinaci se ztíženým dávkováním může vyvolat symptomy předávkování jako je úzkost, bušení srdce, dušnost, halucinace a nepříjemné “agresivní” myšlenky. U dlouhodobých uživatelů je stav poklidnější a mizí vysmátost.

### Využití v medicíně

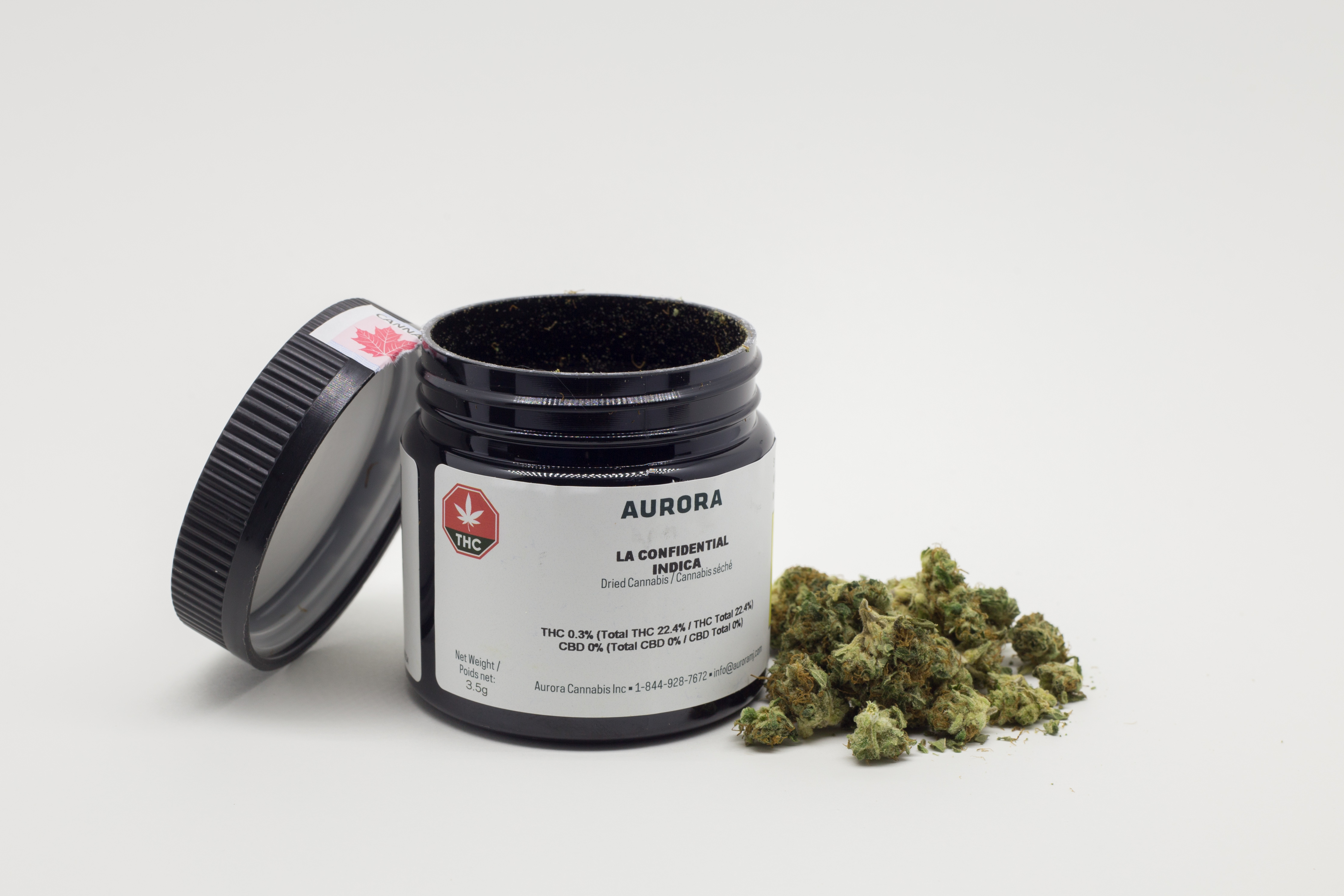
Příklad pixly a rekreačního konopí k získání v Kanadě

K medicinálním účelům se užívá kouřením nebo za použití vaporizéru. Dále se používá konopný výtažek jako sublinguální sprej, protože se dobře vstřebává přes ústní sliznici. Dají se vyrábět i rektální čípky. Pro různé léčebné účely se používá marihuana s různým poměrem kanabinoidů a doprovodných látek.

#### Pozitivní náhledy
Konopí je jedním z nejbezpečnějších známých léčiv. Terapeutické efekty zahrnují léčení a mírnění nepříjemných symptomů u některých onemocnění.

#### Negativní náhledy
THC účinkuje tak, že zvyšuje šum neuronů a zabraňuje tak normální funkci mozku..
U chronických uživatelů konopí bylo popsáno nadměrné zvracení. O tom, že se nejedná o vzácný problém, svědčí práce popisující 98 případů.
V případě glaukomu sice marihuana snižuje nitrooční tlak, ale tento efekt je příliš krátkodobý. Vzhledem k tomu a k vedlejším účinkům drogy American Glaucoma Society nedoporučuje marihuanu používat v této indikaci.
Dočasné zmírnění zvýšeného svalového napětí u roztroušené sklerózy sice po marihuaně nastane, ale dojde zároveň postižení kognitivních funkcí (paměť atd.), které bylo popsáno v případě podávání konopných drog těmto nemocným.
Nešpor a Csémy uvádí, že ačkoliv je výzkum léčebných účinků konopí legitimní, neměly by se přeceňovat a naopak vážit rizika, která jsou patrně u marihuany vyšší, než se odhadovalo v dřívějších studiích.
Naopak dokládají ve své studii negativní dopad na společnost. Podle autorů Wall a spol. je spotřeba marihuany vyšší v státech USA, které marihuanu k léčebnému používání uvolnily (V roce 2008 jich bylo 16 z 50). V těchto státech také dospívající vnímali marihuanu jako méně rizikovou.
Marihuana se většinou používá k symptomatickému mírnění obtíží, nikoliv jako léčba příčiny onemocnění. Je otázka, zda dočasné zmírnění symptomu roztroušené sklerózy vyváží vyšší postižení kognitivních funkcí (paměť atd.), které bylo popsáno v případě podávání konopných drog těmto nemocným. Takto lze uvažovat o většině jiných uváděných indikací marihuany. Je např. velká otázka, zda lepší chuť k jídlu u nemocného s AIDS vyváží jeho zhoršené sebeovládání během intoxikace THC se všemi možnými důsledky včetně rizika přenosu infekce na další osoby, možnost recidivy závislosti na jiné droze a vyšší riziko respiračních infekcí.
Ještě problematičtější je používat marihuanu u duševních onemocnění, protože naprostá většina duševních chorob zvyšuje riziko vzniku závislosti na psychoaktivních látkách. To se týká i depresí nebo úzkostných stavů. K dekompenzaci stavu duševně nemocných kromě samotného účinku drogy, mohou přispět i nepředvídatelnost účinků marihuany. Ta, jak známo vyvolává i u duševně zdravých lidí někdy úzkosti, paniku, pocity pronásledování, halucinace, poruchy vnímání a rozladu během kocovin. Duševní stav může navíc komplikovat selhávání v životních rolích v důsledku zneužívání drog. Neprokázalo se, že by konopné drogy léčily Alzheimerovu demenci nebo mírnily její projevy.
Marihuana nemá vliv na velikost nebo tvar částí mozku (neurony a jejich funkci).. Dále nemá vliv ani na IQ jedince. Marihuana nezpůsobuje kognitivní poruchy, které by přetrvávaly i po období akutní intoxikace. Má vliv na krátkodobou paměť a to pouze v době, kdy je jedinec pod vlivem. Dlouhodobý vliv na krátkodobou paměť se projevuje u chronických uživatelů, tyto problémy však při vysazení drogy po několika dnech mizí.

## Rizika
Návykovost
Není mnoho uživatelů, pro které kromě marihuany přestane vše ostatní existovat (známka psychické závislosti). Z těch, kdo marihuanu kouří, si vytvoří závislost asi 9 % osob. Příznaky závislosti jsou: růst tolerance, touha, zanedbávání jiných oblastí života atd. Po vysazení vyšších dávek konopných drog se mohou objevovat odvykací stavy, které zahrnují úzkost, podrážděnost, deprese, kolísání nálad, agresivita, bolesti svalů, poruchy spánku, noční děsy, vidiny, poruchy soustředění, odtaživost vůči lidem, bolesti hlavy, noční pocení, zahlenění, nechutenství, křeče v břiše po jídle, třesy a závratě.
Zdravotní rizika konopí budou patrně podstatně závažnější, než se předpokládá. Důvodem je okolnost, že laici si často neuvědomí spojitost určitých obtíží se zneužíváním drogy. I ti, kteří si takovou souvislost uvědomí, o ní raději nebudou hovořit. Obsah THC, se za 30 let od roku 1970 zvýšil až 15×.
Marihuana vyvolává závislost a velká část pacientů nebo klientů zařízení pro léčbu návykových nemocí vyhledá pomoc právě pro „čistou“ závislost na marihuaně nebo pro závislost na marihuaně a jiné droze. K recidivám závislých na pervitinu nebo heroinu dochází často poté, co opět začali kouřit marihuanu.
Hovořit o tom, že marihuana vyvolává slabou psychickou závislost, je velmi nepřesné. THC se při chronickém užívání ukládá v tukové tkáni a při abstinenci se odtud uvolňuje jen zvolna. Jestliže by se podal antagonista THC, objevil by se rychle silný odvykací stav s tělesnými projevy. To, jestli je závislost silná nebo slabá, pokud lze tyto výrazy použít, záleží na dávkách, délce podávání, věku a dalších faktorech. Např. u dospívajícího, který zneužíval konopí řadu let, se může jednat o závislost mimořádně silnou a úpornou. Marihuana jasně vyvolává závislost i podle kritérií Mezinárodní klasifikace nemocí (MKN-10), podle níž je tělesný odvykací stav možným, ale rozhodně ne nutným znakem závislosti. Podle materiálů amerického National Institute on Drug Abuse (NIDA) se závislost vytváří u asi 17 % uživatelů, kteří se s touto drogou setkají v časném věku. Návykový potenciál drogy je dnes mimo pochybnost.
Zneužívání drog konopí se navíc pojí se zneužíváním jiných psychoaktivních látek, čímž ještě rostou zdravotní rizika. Kouření marihuany ztěžuje překonání závislosti na tabáku. Rey a spol. poukazují na to, že zneužívání konopí často souvisí s depresí (viz dále), problémovým chováním, pitím alkoholu a užíváním jiných drog. Ať už se jedná o příčinnou souvislost nebo vliv společných rizikových faktorů, takový dospívající je podstatně více ohrožen.
Duševní zdraví a výkonnost
I nahodilá prostá intoxikace marihuanou může vyvolávat úzkost a panické stavy. Je známo, že zneužívání marihuany je spojeno se zvýšeným rizikem psychotických příznaků nebo zhoršováním již existující psychotické symptomatologie. To se týká zejména těch, kdo prodělali psychotické onemocnění nebo u nichž se duševní nemoc objevila v rodině. Nověji zjistili van Gastel a spol., že se subklinické psychotické projevy objevují v celé populaci dospívajících a přetrvávají i po nejméně roční abstinenci od této drogy.
Marmorstein a Iacono konstatují, že zneužívání konopí v dospívání zvyšuje trojnásobně možnost závažného depresivního onemocnění v pozdějších letech. Citovaní autoři zjistili, že to nelze vysvětlit pouze psychologickými a sociálními mechanismy (např. selhávání v životních rolích), ale že se uplatňují i mechanismy biologické.
Během intoxikace se zhoršuje pozornost, paměť a psychomotorický výkon. Chronická intoxikace vede k poškození pozornosti a paměti, které nemusí být zvratné při abstinenci. Bolla a spol. zjistili u těžkých uživatelů zhoršené výsledky v testech paměti, psychomotorické rychlosti a manuální obratnosti až 28 dní po zahájení abstinence. Crean a spol. uvádějí, že chronické zneužívání konopí oslabuje motorickou koordinaci a oslabuje složité exekutivní funkce, jako je plánování, organizaci a rozhodování. To vyvolává komplikace v běžném životě a také znesnadňuje léčbu. Masivní a dlouhodobý abúzus konopí zhoršuje soustředění, oslabuje pružnost myšlení a znesnadňuje učení i podle jiných autorů.
Už literatura popisovala u závislých na konopí ztrátu zájmu o jiné hodnoty než o ty, které souvisejí s drogou. S tím by mohla souviset práce Pedersena. Citovaný autor zjistil, že zejména chroničtí uživatelé konopí (50 a více užití během posledních 12 měsíců) jsou statisticky vysoce významně častěji na sociální podpoře, že ji dostávají déle a že je méně pravděpodobné, že by se bez ní obešli. Uvedené skutečnosti vysvětlují tito autoři postižením kognitivních funkcí a dalšími faktory, jako je selhávání ve
škole nebo vazba na rizikové známé. Nejedná se sice o zjištění nová, ale tato studie je cenná tím, že se jednalo o 13 let trvající prospektivní projekt a že autoři brali v úvahu další proměnné, jako je zneužívání jiných látek nebo socioekonomický status. O tom, že zneužívání konopí souvisí s horším školním prospěchem svědčí řada prací, např. Lynskey a Hall. Uvažuje se také o tom, že dospívající, kteří tuto drogu zneužívají, obtížněji přejímají dospělé role a o tom, že konopí narušuje psychosociální vývoj dospívajících.
Lorenzetti a spol. (24) vyvozují z výsledků vyšetření magnetické rezonance (MRI), že chronické zneužívání konopí může vést k morfologickým změnám mozku.
Úrazy a násilí
K závažným rizikům konopných drog patří dopravní nehody. Domníváme se, že lidé které jsou pod vlivem THC by neměli motorová vozidla řídit, ani kdyby drogu
užívali legálně. Mají zpomalený reakční čas, zhoršenou koordinaci a mohou se u nich objevit i poruchy vnímání. Před zhoršenou schopností řídit pod vlivem konopí varují materiály Světové zdravotnické organizace s ohledem na vysoký počet zemřelých, kteří zavinili dopravní nehodu a byli pod vlivem drog z konopí. Nejednoznačné výsledky některých studií lze snadno vysvětlit tím, že zhoršená schopnost řídit se tolik neprojeví u zkušených řidičů v klidném provozu, ale v kritických situacích. Tehdy jsou rychlé a přesné reakce nejpotřebnější. Konopí více zhorší schopnost řídit u mladých nebo naopak velmi starých lidí a nezkušených řidičů. Schopnost řídit je zhoršena při kombinaci drog z konopí a alkoholu ještě více než po samotném alkoholu.
Zneužívání konopí je spojeno s vyšším rizikem úrazů, které vyžadují hospitalizaci. Riziko úrazů zvyšuje i kombinace drog z konopí a alkoholu. To je pochopitelné, jestliže uvážíme vliv marihuany na koordinaci a rovnováhu. Řada úrazů související se zneužívání konopí nebývá rozpoznána, protože aplikaci této drogy pacienti často tají.
Zneužívání marihuany může souviset i s násilným chováním. Tak Fierro a spol. zjistili, že řízení pod vlivem marihuany nebo alkoholu zvyšuje riziko násilného jednání v silniční dopravě (tzv. „road rage“). Zneužívání marihuany bylo častěji spojeno s agresivním chováním u dospívajících ve studii autorů Sousa a spol.. Není jisté, nakolik se jedná o příčinnou souvislost a nakolik o vliv společných rizikových faktorů.
Dýchací systém
Kouření marihuany je spojeno se vznikem nebo zhoršováním řady problémů, které se týkají dýchacího ústrojí. Patří sem chronický zánět průdušek, tuberkulóza a změny, které mohou předcházet vzniku nádorů. Existuje i zvýšené riziko rakoviny v dutině ústní, hltanu a jícnu. Lze namítnout, že počet vykouřených marihuanových cigaret není tak vysoký, jako v případě kouření tabáku. To je sice pravda, ale marihuanový kouř obsahuje podstatně více škodlivin a roli hraje i odlišná technika kouření. Karcinogenní vliv kouření konopí potvrzuje řada prací. K důvodům patří přítomnost rakovinotvorných látek v marihuanovém kouři, nálezy premaligních změn při bronchiální biopsii u kuřáků marihuany a oslabení imunitních obranných mechanismů dýchacích cest. Taylor a Hall (49) uvádějí, že při kouření marihuany je tkáň vystavena vlivu kouře více než při kouření tabáku. S tím souvisí vysoký výskyt kašle s expektorací u kuřáků konopí. Při kouření konopí se ve srovnání s kouřením tabáku hladina karboxyhemoglobinu zvyšuje asi 5x a navíc se vdechuje 3x více dehtu. Vlivem marihuany se také zhoršují již existující respirační onemocnění, jako jsou záněty průdušek, rozedma plicní nebo astma. Marihuana sice obvykle vede k bronchodilataci, ale někdy naopak paradoxně k bronchospasmu. To může být pro nemocného s astmatem osudné. British Lung Foundation uvedla v roce 2012, že tři až čtyři cigarety marihuany denně poškodí plíce stejně jako dvacet tabákových cigaret. Tato zpráva je ale podle některých odborníků (např. prof. David Nutt) pouze pokračujícím šířením paniky ze strany BLF.
Studie z roku 2006, provedená týmem Donalda Tashkina z David Geffen School of Medicine, Los Angeles na generaci hippies, shledala, že ani ti nejtěžší kuřáci marihuany neměli zvýšený výskyt rakoviny plic, kuřáci tabáku měli naopak výskyt zvýšený výrazně, až 20x. Podle 20 let trvající studie, publikované v roce 2012 a čítající přes 5000 účastníků nemá pravidelné kouření marihuany (na rozdíl od tabáku) žádný nepříznivý vliv na funkci plic.
Výsledky studie naopak naznačují vliv pozitivní. Výsledky výzkumu z roku 2015 ukazují, že kouření konopí v průměrném množství jednoho jointu denně není ani po 20 letech užívání spojeno s poklesem sekundární vitální kapacity nebo škodlivými změnami spirometrických hodnot u onemocnění malých dýchacích cest.
Kardiovaskulární rizika
Při intoxikaci konopím dochází k zvýšení tepové frekvence až na 160/m a rozšíření cév. To se projevuje např. nápadným zarudnutím spojivek. Proto se mohou objevovat závratě. Po marihuaně byly také popsány smrtelné srdeční příhody a to i u mladších lidí. Uvádí se, že hodinu po vykouření marihuanové cigarety je riziko náhlé srdeční příhody zvýšeno téměř 5x. K dalším možným mechanismům srdečních příhod patří i spasmus věnčitých tepen. S tím je v souladu i práce autorů Bilbault a spol., kteří popsali mimo jiné fibrilaci komor u muže ve věku 23 let hodinu po vykouření marihuanové cigarety. Citovaní autoři také nabízejí možná vysvětlení náhlých srdečních příhod i u zdravých mladých lidí. K nim patří aktivace sympatiku a vyšší tepová frekvence a krevní tlak při středních dávkách. Při vyšších dávkách se objevuje navíc aktivace parasympatiku, což vede k zpomalení tepu a hypotenzi. Situaci navíc zhoršuje karboxyhemoglobin v krvi. To snižuje vazebnou kapacitu krve pro kyslík při vyšších nárocích na srdce. Hladiny karboxyhemoglobinu jsou vyšší než v případě kouření cigaret.
Martin-Blondel považují na základě svých pozorování marihuanu spolu tabákem za rizikové činitele při vzniku tromboangiitis obliterans.
Singh a spol. popsali 17 případů ischemické mozkové mrtvice, k níž došlo v souvislosti s kouřením marihuany. Je zajímavé, že z této skupiny bylo 9 osob mladších 45 let a nejmladšímu bylo 15 let. U těchto pacientů nebyly přítomny jiné rizikové faktory a u části z nich došlo k exacerbaci symptomů poté, co znovu začali kouřit konopí.
Specifická rizika u dospívajících
Dospívající jsou závislostí na marihuaně, jinými duševními poruchami, selháváním v životních rolích a dalšími komplikacemi ohroženi více než dospělá populace. Riziko roste např. u dospívajících se špatným školním prospěchem a těch s duševní poruchou a taky u těch, kteří se s drogou setkali ve velmi brzkém věku. Dospívající zneužívající marihuanu také častěji zneužívají jiné látky. Uvedenou skutečnost lze vysvětlovat různě, mimo jiné vlivem společných rizikových faktorů včetně problematičtější sítě vztahů. Příčinnou souvislost však vyloučit nelze. Z praktického hlediska je důležité, aby pracovníci pomáhajících profesí, kteří přicházejí do styku s dospívajícími zneužívajícími marihuanu si pamatovali na zvýšené riziko zneužívání jiných drog.
Specifická rizika u žen
Ženy, které kouří konopí během těhotenství, riskují narození dítěte s nízkou porodní vahou. THC prochází placentou a působí na centrální nervový systém plodu během nitroděložního vývoje. Objevily se zprávy o poškození plodu, jestliže budoucí matka zneužívá drogy z konopí v těhotenství, tak se u těchto dětí objevují třesy, netypicky vysoký křik, který může znamenat neurologické poškození. Tyto děti mívají pak ve škole více problémů s chováním, pozorností i pamětí. Děti, které byly během nitroděložního vývoje vystaveny konopí, jsou biologicky zranitelnější co se týče závislosti na psychoaktivních látkách v pozdějších letech a mohou mít oslabenou imunitu.
Specifická rizika u seniorů
Řada seniorů trpí onemocněními a obtížemi, které konopí zhoršuje. To se týká např. zánětů průdušek, hypertenze, ischemické choroby srdeční, poruch paměti, pádů, atd. Tito lidé jsou často léčeni různými léky, s nimiž látky v konopí vstupují do namnoze neprozkoumaných a nepředvídatelných interakcí.
Rizika obecná
Francis L. Young, soudce DEA, vydal v roce 1988 po prostudování tisíců stran dokumentace toto prohlášení: "Marihuana ve své přírodní podobě je jedna z nejbezpečnějších terapeutických látek známá člověku."
Podle studií z r. 2010 a 2015 je marihuana méně škodlivá než alkohol a tabák.
Dr. Sanjay Gupta, hlavní korespondent CNN pro péči o zdraví a kandidát na ministra zdravotnictví napsal v roce 2013: "Chybně jsem věřil, že DEA zařadila marihuanu do kategorie těch nejškodlivějších drog (Schedule 1 substances) na základě řádných vědeckých důkazů. Dnes už ale vím, že žádné vědecké důkazy neexistovaly a že se tyto výtky nezakládaly na pravdě. Marihuana nemá nijak velký potenciál ke zneužití, naopak existují velice přesvědčivé důkazy o tom, že se dá využívat léčebně. Po sedmdesát let jsme byli ve Spojených státech strašlivě a systematicky uváděni v omyl, a já se za svou roli v této dezinformační kampani omlouvám."
Podle dvě desítky let trvající studie (2015) nezvyšuje pravidelné užívání v dospívání riziko pozdějších zdravotních nebo psychických problémů (např. rakovina nebo deprese).
Podle jiné přes 20 let trvající studie (2016) nebylo na rozdíl od tabáku pravidelné užívání konopí v dospělosti spojeno s jinými zdravotními problémy než periodentálním onemocněním.

### Rizika konkrétní
Podle studie uveřejněné v roce 2013 může dlouhodobé, pravidelné a časté kouření marihuany ovlivnit vývoj mozku mladistvých uživatelů, projevující se dlouhodobějším zhoršením paměti. Čím dříve začali sledovaní uživatelé s chronickým užíváním marihuany, tím větší byl dopad na vývoj mozku. U dospělejších jedinců (tj. po devatenáctém roce života) se tento účinek neprojevil. Jiná dlouhodobá studie z r. 2019 dospěla k závěru, že užívání konopí v dospívání nemá se změnami struktury mozku v dospělosti žádnou spojitost. V roce 2005 ukázal výzkum, že marihuana může dokonce podpořit růst mozkových buněk.
Podle některých vědeckých studií marihuana působí proti rakovině a sama ji navíc nezpůsobuje, protože THC způsobí likvidaci vybraných buněk, které dříve zemřou, než by se změnily v nádorové, tzv. apoptóza. Dále pak zde není ani riziko předávkování neboť smrtelná dávka je 15000 jointů za 20 minut přičemž by dříve nastala smrt vinou předávkování oxidem uhličitým a ne vinou THC. Pocit že už máte dost vás totiž vede k tomu, že prostě přestanete kouřit (na rozdíl třeba od alkoholu, kterého je možné pohodlně vypít více, než je zdravé, bez zpětné vazby od mozku, který zatím neví jaké účinky bude vypité množství mít). Vyšší riziko předávkování hrozí u perorální aplikace, kde celková tělem přijatá dávka účinné látky vyžaduje delší dobu k zapůsobení a poté co se psychoaktivní účinky požitých konopných produktů dostaví už je nelze žádným jednoduchým způsobem zastavit, a je nutné počkat i několik hodin, než odezní, často ale pomůže spánek (pokud je možné usnout). Dosud nebyl zaznamenán jediný případ úmrtí následkem předávkování se marihuanou.
U určitého procenta uživatelů jsou pozorovatelné příznaky tzv. amotivačního syndromu projevujícího se úbytkem energie, poklesem ambicí, apatií, snížením maximální doby udržení pozornosti, neschopností snášet frustraci a ztrátou efektivity. Nicméně jednoznačný závěr, zda marihuana po dlouhodobém užívání amotivační syndrom způsobuje, není stále k dispozici. Na příklad podle závěrů antropologických studií prováděných v 70. a 80. letech je vztah mezi motivací a mírou konzumace marihuany takový, že nejtěžší uživatelé měli nejvyšší příjmy, nejnižší nezaměstnanost a nejstálejší pracovní historii z celé skupiny uživatelů i neuživatelů.
Nebylo zatím jednoznačně prokázáno, zda výskyt psychických poruch – např. paranoie nebo schizofrenie – souvisí bezprostředně s užíváním konopí, nebo naopak zda jedinci se sklony k psychickým poruchám, např. kvůli genetické podmíněnosti a dědičnosti, vyhledávají konopí kvůli možným psychoterapeutickým či psychosomatickým účinkům. Podstatným faktorem je zejména poměr kanabinoidů THC a CBD v droze.
U lidí s ischemickou chorobou srdeční či dilatační kardiomyopatií může marihuana vyvolat velmi nepříjemné pocity, jakými jsou bušení srdce, silná tachykardie, nedostatečné prokrvování těla a pocity podobné infarktu. U některých jedinců se může vyskytnout hypotenze, která vzácně může vyvolat mdloby. Tento pocit bývá doprovázen paranoiou, která nepříjemný pocit umocňuje.

### Interakce
Zvyšuje riziko sedace s jinými léky, které mají sedativní účinky na centrální nervový systém. Patří mezi ně anxiolytika, hypnotika, celková anestetika, narkotická analgetika, neuroleptika, tricyklická antidepresiva, antihistaminika, alkohol.

### Prokazatelnost v organismu
Metabolické produkty rozkladu účinných látek obsažených v konopí, zejména THC, se z těla vylučují jen velmi pomalu, mají tendenci se ukládat v lidském organismu, zvláště v tukové tkáni dlouhou dobu. V moči je detekovatelný, v závislosti na typu metabolismu jedince, až jeden měsíc. Ve slinách a potu je detekovatelný do 24 hodin a ve vlasech až po dobu 90 dnů. U jednorázového použití marihuany jsou detekce v těle kratší, než u opakovaného užívání.

### Léčba
Používají se podobné postupy, jako u jiných závislostí. Např. po vzoru Anonymních alkoholiků vznikla svépomocná organizace Marijuana Anonymous, působící v USA a Velké Británii.

## Historie

### Dávná historie

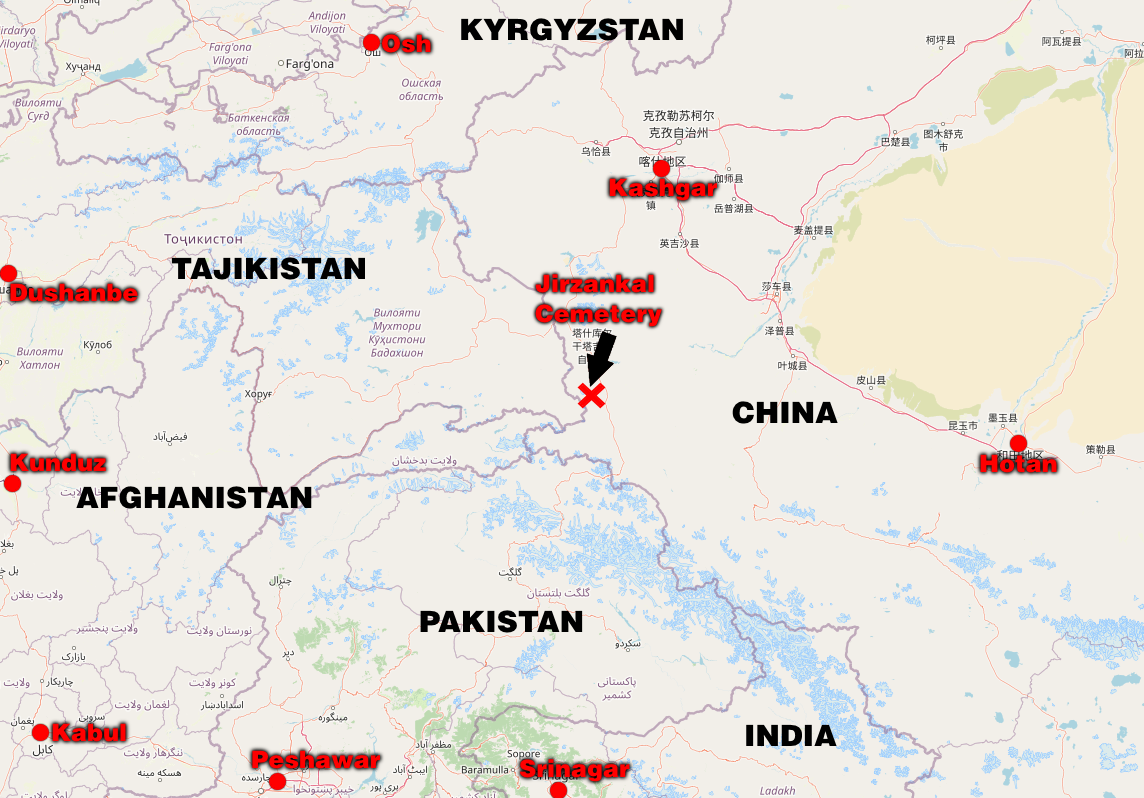
Současná mapa hřbitova Jirzankal - místa nejstarších důkazů o kouření konopí

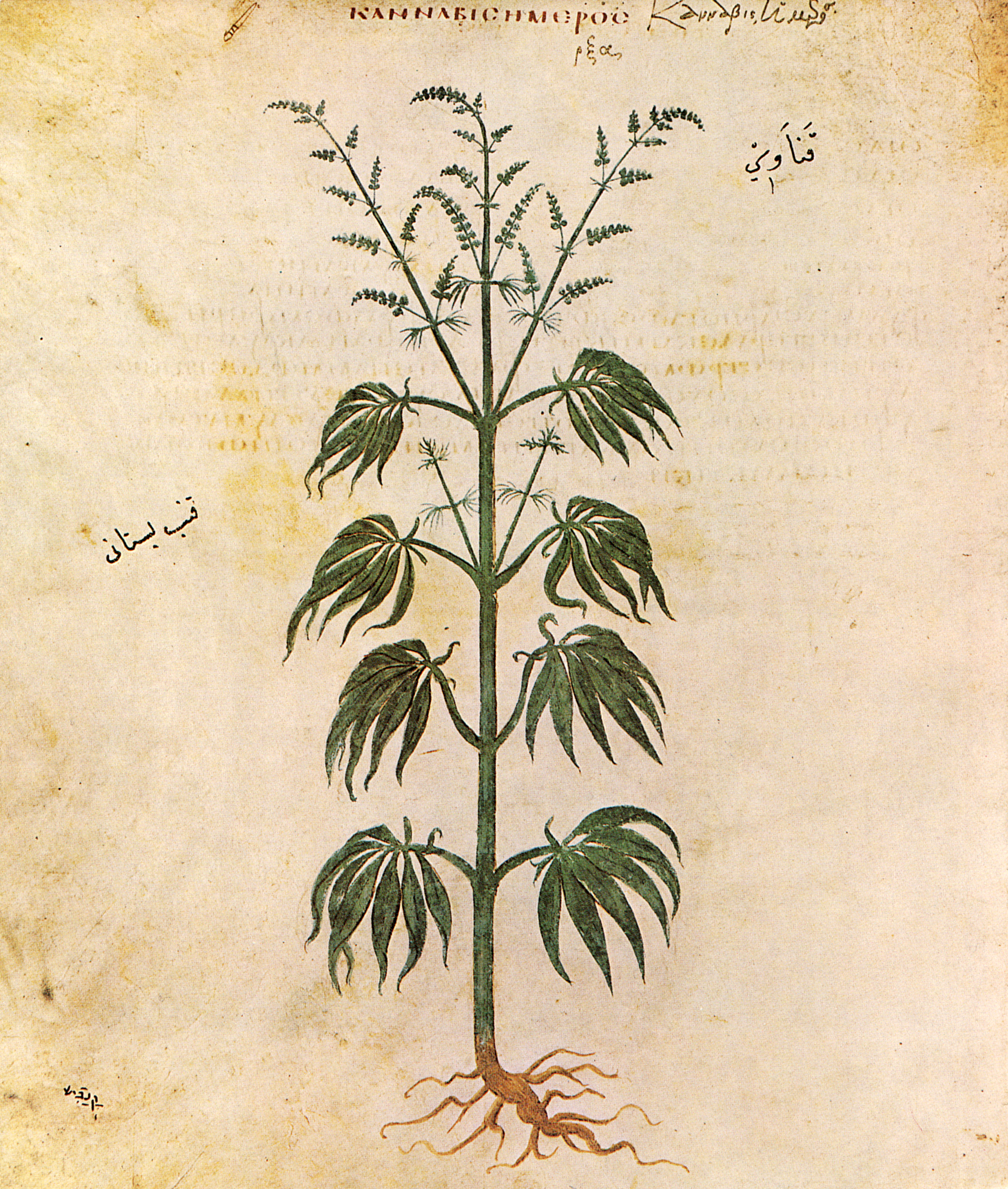
Cannabis sativa z iluminovaného rukopisu Vídeňský Dioskuridés, cca 512 n. l.

Konopí pochází ze střední nebo jižní Asie a jeho použití pro výrobu tkaniny a provazů sahá v Číně a Japonsku až do neolitu. Není jasné, kdy se konopí poprvé stalo známým pro své psychoaktivní vlastnosti. Nejstarší archeologický důkaz o pálení konopí byl nalezen v rumunských kurganech z roku 3 500 př. n. l. a učenci předpokládají, že drogu poprvé použily při rituálních obřadech protoindoevropské kmeny žijící v ponticko-kaspické stepi během období chalkolitu, a zvyk se nakonec rozšířil po celé západní Eurasii během indoevropských migrací. Některé výzkumy naznačují, že starověká indoíránská droga sóma, zmiňovaná ve Védách, někdy obsahovala konopí. To je založeno na objevu pánve obsahující konopí ve svatyni z druhého tisíciletí před naším letopočtem v Turkmenistánu.
Konopí znali již staří Asyřané, kteří jeho psychoaktivní vlastnosti objevili prostřednictvím Íránců. Používali ho při některých náboženských obřadech a nazývali ho qunubu (což znamená „způsob výroby kouře“), což je pravděpodobný původ moderního slova „konopí“. Íránci také představili konopí Skytům, Thrákům a Dákům, jejichž šamani (kapnobatai – „ti, kteří chodí po kouři/oblacích“) pálili konopné plodenství, aby se dostali do transu. Rostlina byla používána v Číně před rokem 2800 př. n. l. a léčebné využití našla v Indii do roku 1000 př. n. l., kde se používala v jídle a pití, včetně bhangu.
Konopí má prastarou historii rituálního užívání a bylo používáno náboženstvími po celém světě. Po staletí se používá jako droga pro rekreační i entheogenní účely a v různých lidových medicínách. Nejčasnější důkazy o kouření konopí byly nalezeny ve 2500 let starých hrobkách na hřbitově Jirzankal v pohoří Pamír v západní Číně, kde byly zbytky konopí nalezeny v hořácích se spálenými oblázky, které se pravděpodobně používaly při pohřebních rituálech. Semena konopí objevená archeology v Pazyryku (Pazyrycká kultura) naznačují, že rané ceremoniální praktiky, jako pojídání Skyty, se vyskytovaly během 5. až 2. století před naším letopočtem, což potvrzuje předchozí historické zprávy od Herodota. Používali ho muslimové v různých súfijských řádech již v období mamlúků, například Qalandary. V dýmkách nalezených v Etiopii a uhlíkovou stopou starých kolem roku 1320 byly nalezeny stopy konopí.

### Moderní dějiny

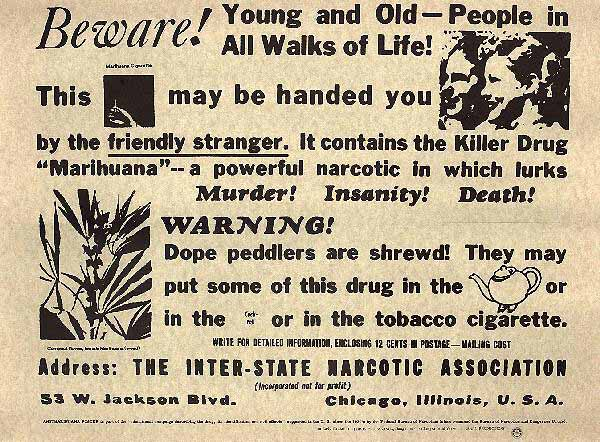
Propaganda proti konopí z roku 1935

Do Nového světa přivezli konopí Španělé v letech 1530–1545. Po cestě v letech 1836–1840 po severní Africe a na Středním východě napsal francouzský lékař Jacques-Joseph Moreau o psychologických účincích užívání konopí a v roce 1844 založil pařížský Club des Hashischins. V roce 1842 si irský lékař William Brooke O'Shaughnessy, který drogu studoval, když pracoval jako lékař v Bengálsku u Východoindické společnosti, přivezl při svém návratu do Británie množství konopí, což vyvolalo na Západě obnovený zájem. Příklady klasické literatury tohoto období s konopím zahrnují Les paradis artificiels (1860) od Charlese Baudelaira a The Hasheesh Eater (1857) od Fitze Hugha Ludlowa.
Konopí bylo v některých zemích kriminalizováno počínaje 14. stoletím a v polovině 20. století bylo ve většině zemí nezákonné. Koloniální vláda na Mauriciu zakázala konopí v roce 1840 kvůli obavám z jeho účinku na indické dělníky; stejný případ nastal v Singapuru roku 1870. Ve Spojených státech přišla první omezení prodeje konopí v roce 1906 (Washington, D.C.). Kanada kriminalizovala konopí v zákoně The Opium and Narcotic Drug Act z roku 1923 ještě předtím, než se objevily zprávy o užívání této drogy v Kanadě, ale nakonec v roce 2018 legalizovala jeho konzumaci pro rekreační a léčebné účely.

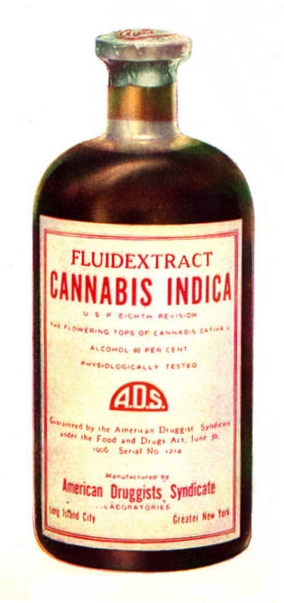
Tekutý extrakt z Cannabis indica, American Druggists Syndicate (před rokem 1937)

V roce 1925 byl na mezinárodní konferenci v Haagu učiněn kompromis o Mezinárodní úmluvě o opiu, která zakazovala vývoz „indického konopí“ do zemí, kde zakázaly jeho používání, a požadující dovážející země, aby vydaly certifikáty schvalující dovoz a uvedení, že zásilka je vyžadována „výhradně pro lékařské nebo vědecké účely“. Rovněž požadoval, aby strany „vykonávaly účinnou kontrolu takové povahy, aby se zabránilo nezákonnému mezinárodnímu obchodu s indickým konopím a zejména s pryskyřicí“. Ve Spojených státech byl v roce 1937 přijat zákon o dani z marihuany, který zakazoval kromě konopí i jeho produkci.

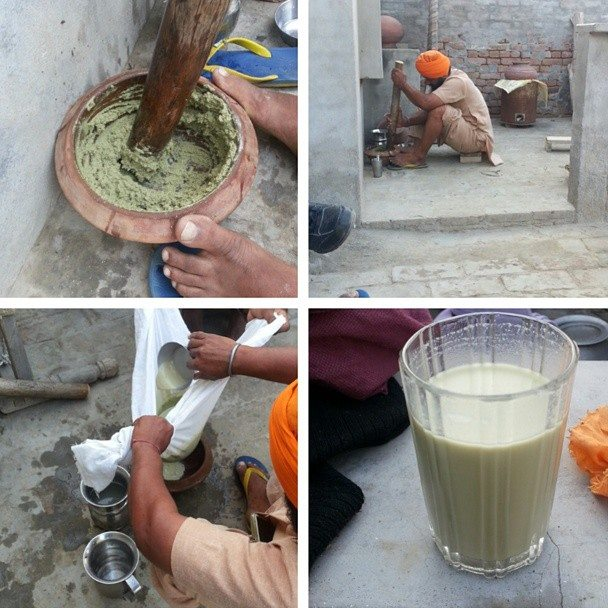
Proces výroby bhangu v sikhské vesnici v indickém Paňdžábu. Na hinduistickém a sikhském festivalu barev zvaném Hólí, kde bývají zvykem některé opojné nápoje.

V roce 1972 nizozemská vláda rozdělila drogy do více a méně nebezpečných kategorií, přičemž konopí bylo v menší kategorii. V souladu s tím bylo držení 30 gramů (1,1 oz) nebo méně považováno za přestupek. Konopí je k dispozici pro rekreační použití v coffee shopech od roku 1976. Konopné produkty se prodávají otevřeně pouze v některých místních „coffeeshopech“ a držení až 5 gramů (0,18 oz) pro osobní potřebu je však dekriminalizováno: policie je stále může zabavit, což se často stává při kontrolách aut poblíž hranic. Jiné druhy prodeje a přepravy nejsou povoleny, ačkoli obecný přístup ke konopí byl mírný i před oficiální dekriminalizací.
V Uruguayi podepsal prezident José Mujica v prosinci 2013 legislativu k legalizaci rekreačního konopí, čímž se Uruguay stala první zemí v moderní éře, která konopí legalizovala. V srpnu 2014 Uruguay legalizovala pěstování až šesti rostlin doma, stejně jako zakládání pěstitelských klubů (Cannabis social club) a státem kontrolovaný režim výdeje marihuany.
Od 17. října 2018, kdy bylo v Kanadě legalizováno rekreační užívání konopí, byly schváleny k uvádění na trh doplňky stravy pro použití u lidí a veterinární zdravotnické produkty obsahující maximálně 10 ppm extraktu THC; Nabiximols (jako Sativex) se používá jako lék na předpis v Kanadě.
Světová zpráva o drogách Organizace spojených národů uvedla, že konopí „bylo v roce 2010 celosvětově nejrozšířenější drogou produkovanou, obchodovanou a konzumovanou na světě“ a odhaduje se, že ho v roce 2015 celosvětově užívalo 128 milionů až 238 milionů uživatelů.

## Kultura, legalita a ekonomika

### Kultura
Konopí je od konce 20. století jednou z nejužívanějších psychoaktivních drog na světě, v oblibě následovalo pouze tabák a alkohol. Podle Very Rubinové bylo užívání konopí v průběhu času zahrnuto do dvou hlavních kulturních komplexů: nepřetržitý tradiční lidový proud a omezenější, současná nastavení. První z nich zahrnuje jak posvátné, tak světské užití a je obvykle založeno na pěstování v malém měřítku: použití rostliny pro šňůry, oděvy, léky, jídlo a „všeobecné použití jako euforium a symbol společenství.“ Druhý proud rozšíření užívání konopí zahrnuje „využívání konopí komerčními výrobci využívající velkovýrobu především jako vlákno pro obchodní účely“; ale je také spojena s hledáním psychedelických zážitků (které lze vysledovat až ke vzniku pařížského klubu des Hashischins).

### Legalita

Právní status držení konopí pro jiné než lékařské účely:
Legální
Nelegální, ale dekriminalizované
Nelegální, ale často nevynucené
Nelegální
Data o legalitě nejsou dostupná

Právní status držení konopí pro lékařské účely:
Legální pro rekreační použití
Legální pro lékařské použití
Ilegální

Od počátku 20. století většina zemí přijala zákony proti pěstování, držení nebo transferu konopí. Tyto zákony měly nepříznivý vliv na pěstování konopí pro jiné než rekreační účely, ale existuje mnoho regionů, kde je nakládání s konopím legální nebo licencované. Mnoho jurisdikcí zmírnilo tresty za držení malého množství konopí, takže je trestáno zabavením a někdy pokutou, spíše než vězením, přičemž se více zaměřuje na ty, kteří s drogou obchodují na černém trhu.
V některých oblastech, kde bylo užívání konopí historicky tolerováno, byla zavedena nová omezení, jako je uzavírání konopných coffeeshopů u hranic s Nizozemskem a uzavírání coffeeshopů u středních škol v Nizozemsku. V Kodani v Dánsku v roce 2014 starosta Frank Jensen diskutoval o možnostech města legalizovat produkci a obchod s konopím.
Některé pravomoci používají bezplatné dobrovolné léčebné programy a/nebo povinné léčebné programy pro časté známé uživatele. Za prosté držení může v některých zemích vést k dlouhým trestům odnětí svobody, zejména ve východní Asii, kde za prodej konopí hrozí doživotní vězení nebo dokonce poprava. V zemích jako Čína a Thajsko se objevily politické strany a neziskové organizace založené na legalizaci léčebného konopí a/nebo na úplné legalizaci rostliny (s určitými omezeními).
V prosinci 2012 se americký stát Washington stal prvním státem, který oficiálně legalizoval konopí státním zákonem (Washington Initiative 502) (ale stále nelegální podle federálního zákona), a stát Colorado následoval těsně za ním (Coloradský dodatek 64). Dne 1. ledna 2013 byl v Coloradu poprvé povolen první konopný „klub“ pro soukromé kouření marihuany (nicméně žádný nákup ani prodej). Kalifornský nejvyšší soud rozhodl v květnu 2013, že místní úřady mohou zakázat výdejny léčebného konopí navzdory státnímu zákonu v Kalifornii, který povoluje použití konopí pro lékařské účely. V posledních letech přijalo zákazy nejméně 180 měst po celé Kalifornii.
V prosinci 2013 se Uruguay stala první zemí, která legalizovala pěstování, prodej a užívání konopí. Po dlouhém prodlení v implementaci maloobchodní složky zákona bylo v roce 2017 povoleno komerčně prodávat konopí šestnácti lékárnám. Dne 19. června 2018 schválil kanadský Senát návrh zákona a premiér oznámil datum účinnosti legalizace na 17. října 2018. Kanada je druhou zemí, která tuto drogu legalizuje.
V listopadu 2015 se Uttarákhand stal prvním státem Indie, který legalizoval pěstování konopí pro průmyslové účely. Použití v hinduistických a buddhistických kulturách indického subkontinentu je běžné, mnoho pouličních prodejců v Indii otevřeně prodává produkty napuštěné konopím a tradiční lékaři na Srí Lance prodávají produkty napuštěné konopím pro rekreační účely a také pro náboženské oslavy. Indické zákony kriminalizující konopí pocházejí z koloniálního období. Indie a Srí Lanka povolily užívání konopí v kontextu tradiční kultury pro rekreační/slavnostní účely a také pro léčebné účely.
Dne 17. října 2015 australská ministryně zdravotnictví Sussan Leyová představila nový zákon, který umožní pěstování konopí pro vědecký výzkum a lékařské testy na pacientech.
Dne 17. října 2018 Kanada legalizovala konopí pro rekreační užívání dospělými, čímž se stala druhou zemí na světě, která tak učinila po Uruguayi a první zemi G7. Cílem kanadského systému licencovaných producentů je stát se zlatým standardem ve světě pro bezpečnou a zabezpečenou produkci konopí, včetně ustanovení pro robustní řemeslný konopný průmysl, kde mnozí očekávají příležitosti pro experimentování s různými kmeny. Zákony týkající se užívání se v jednotlivých provinciích liší, včetně věkových limitů, maloobchodní struktury a pěstování doma.
Vzhledem k tomu, že droga je stále více vnímána jako zdravotní problém namísto kriminálního chování, bylo konopí legalizováno nebo dekriminalizováno také v: České republice,Kolumbii, Ekvádoru, Portugalsku, Jižní Africe a Kanadě. Lékařská marihuana byla legalizována v Mexiku v polovině roku 2017; zákonodárci plánují legalizovat jeho rekreační využití do konce roku 2019.
28. června 2021 Clarence Thomas, jeden z nejkonzervativnějších soudců Nejvyššího soudu USA, možná otevřel dveře federální legalizaci konopí ve Spojených státech, když napsal: „Zákaz mezistátního užívání nebo pěstování [konopí] již nemusí být nezbytný nebo správný pro podporu postupného přístupu federální vlády.“

#### Právní status podle země
Od roku 2022 jsou Uruguay a Kanada jedinými zeměmi, které celostátně plně legalizovaly pěstování, konzumaci a výměnný obchod s rekreačním konopím. Ve Spojených státech 24 států, 3 území a District of Columbia legalizovaly rekreační užívání konopí – i když tato droga zůstává na federální úrovni ilegální. Zákony se liší stát od státu, pokud jde o komerční prodej. Soudní rozhodnutí v Gruzii a Jižní Africe vedla k legalizaci konzumace konopí, nikoli však k legálnímu prodeji. Politika omezeného vymáhání byla také přijata v mnoha zemích, zejména ve Španělsku a Nizozemsku, kde je prodej konopí tolerován v licencovaných zařízeních. Na rozdíl od všeobecného přesvědčení není konopí v Nizozemsku legální, ale od 70. let je dekriminalizováno. V roce 2021 byla Malta prvním členem Evropské unie, který legalizoval užívání konopí pro rekreační účely. V Estonsku je legální prodávat pouze produkty z konopí s obsahem THC nižším než 0,2 %, ačkoli produkty mohou obsahovat více kanabidiolu. Libanon se nedávno stal první arabskou zemí, která legalizovala konopné plantáže pro léčebné použití.
Tresty za nelegální rekreační použití se pohybují od konfiskace nebo malých pokut až po pobyt ve vězení a dokonce i trest smrti. V některých zemích mohou být občané potrestáni pokud užili drogu v jiné zemi, včetně Singapuru a Jižní Koreje.

### Ekonomika

#### Produkce

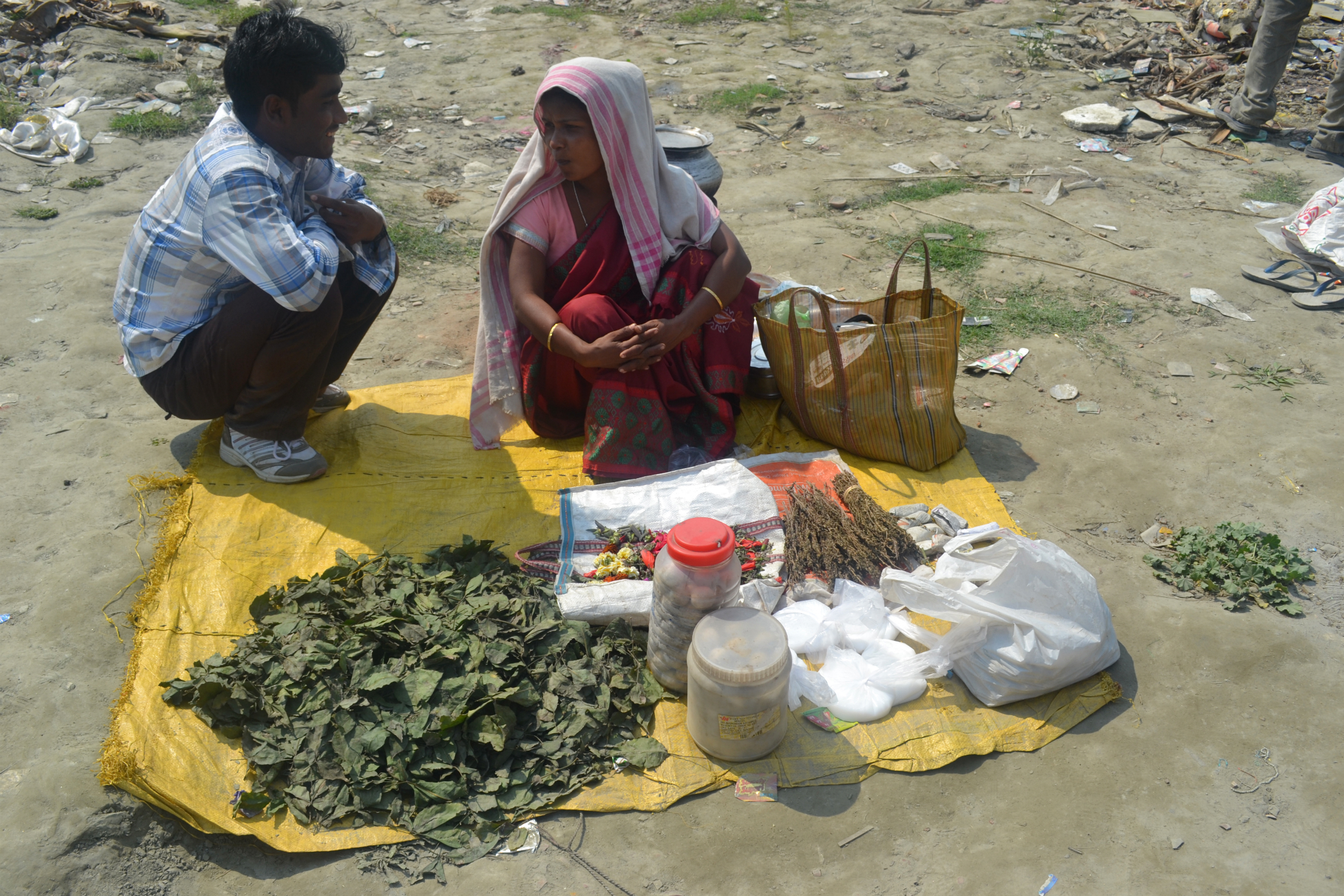
Žena prodávající konopí a bhang v Guváhátí, Ásám, Indie

Sinsemilla (španělsky „bez semen“) jsou sušené, bezsemenné (tj. partenokarpické) květenství samičích rostlin konopí. Protože produkce THC klesá, jakmile dojde k opylení, samčí rostliny (které samy THC produkují málo) jsou eliminovány dříve, než se zbaví pylu, aby se zabránilo opylení, čímž se vyvolá vývoj partenokarpických plodů shromážděných v hustých plodenstvích (souplodích). Pokročilé kultivační techniky, jako je hydroponie, klonování, vysoce intenzivní umělé osvětlení a metoda moře zeleně, se často používají jako reakce (částečně) na snahy o prosazování zákazů, které činí venkovní pěstování riskantnějším.
„Skunk“ odkazuje na několik pojmenovaných kmenů silného konopí, pěstovaného selektivním šlechtěním a někdy hydroponií. Je to kříženec Cannabis sativa a C. indica (ačkoli jiné kmeny této směsi existují v hojnosti). Potence skunku se obvykle pohybuje od 6 % do 15 % a zřídka až 20 %. Průměrná hladina THC v coffe shopech v Holandsku je asi 18–19 %.
Průměrné hladiny THC v konopí prodávaném ve Spojených státech mezi 70. a rokem 2000 dramaticky vzrostly. Z různých důvodů je to sporné a existuje jen malá shoda v tom, zda jde o skutečnost nebo o artefakt špatných testovacích metodologií. Podle Daniela Forbese, který psal pro slate.com, je relativní síla moderních kmenů pravděpodobně zkreslená, protože nepřiměřená váha je přikládána mnohem dražším a silnějším, ale méně rozšířeným vzorkům. Někteří naznačují, že výsledky jsou zkresleny staršími testovacími metodami, které zahrnovaly rostlinný materiál s nízkým obsahem THC, jako jsou listy ve vzorcích, které jsou v současných testech vyloučeny. Jiní věří, že moderní kmeny jsou ve skutečnosti výrazně účinnější než ty starší.
Hlavními producenty konopí jsou Afghánistán, Kanada, Čína, Kolumbie, Indie, Jamajka, Libanon, Mexiko, Maroko, Nizozemsko, Pákistán, Paraguay, Španělsko, Thajsko, Turecko, Spojené království a Spojené státy.